# Kościół Mariacki w Rostocku
Kościół Mariacki w Rostocku (niem. Marienkirche (Rostock)) – jeden z czterech głównych kościołów w Rostocku i jedno z głównych dzieł północnoniemieckiego gotyku ceglanego. Z 1232 pochodzą pierwsze wzmianki o istnieniu wczesnogotyckiego kościoła na miejscu obecnej, trzynawowej bazyliki, której budowa rozpoczęła się ok. 1290 i zakończyła w poł. XV w. Chociaż w budowie kościoła powtórzono schemat Kościoła Mariackiego w Lubece to przysadzisty korpus świątyni otrzymał ponadto transept oraz potężny westwerk z niewysoką wieżą; planowana pierwotnie para wież nigdy nie została zrealizowana.
Wewnątrz świątynia ma charakter budowli centralnej na planie prostokąta – nawy dokładnie w połowie przecina transept, mający niemal tę samą długość co one.
Kościół Mariacki słynie z bardzo bogatego wyposażenia: późnogotyckiego ołtarza św. Rocha z 1530, ambony z 1574, chrzcielnicy ze spiżu z 1290, najdoskonalszego dzieła tego rodzaju na obszarze północnych Niemiec i zegara astronomicznego z lat 1472-1643, jedynego niemieckiego zegara astronomicznego ze sprawnie funkcjonującym, średniowiecznym mechanizmem zegarowym.
Pochodzące z okresu średniowiecza obrazy z powodu obowiązującego w reformacji ikonoklazmu zachowały się jedynie w niewielkiej liczbie.

## Historia parafii

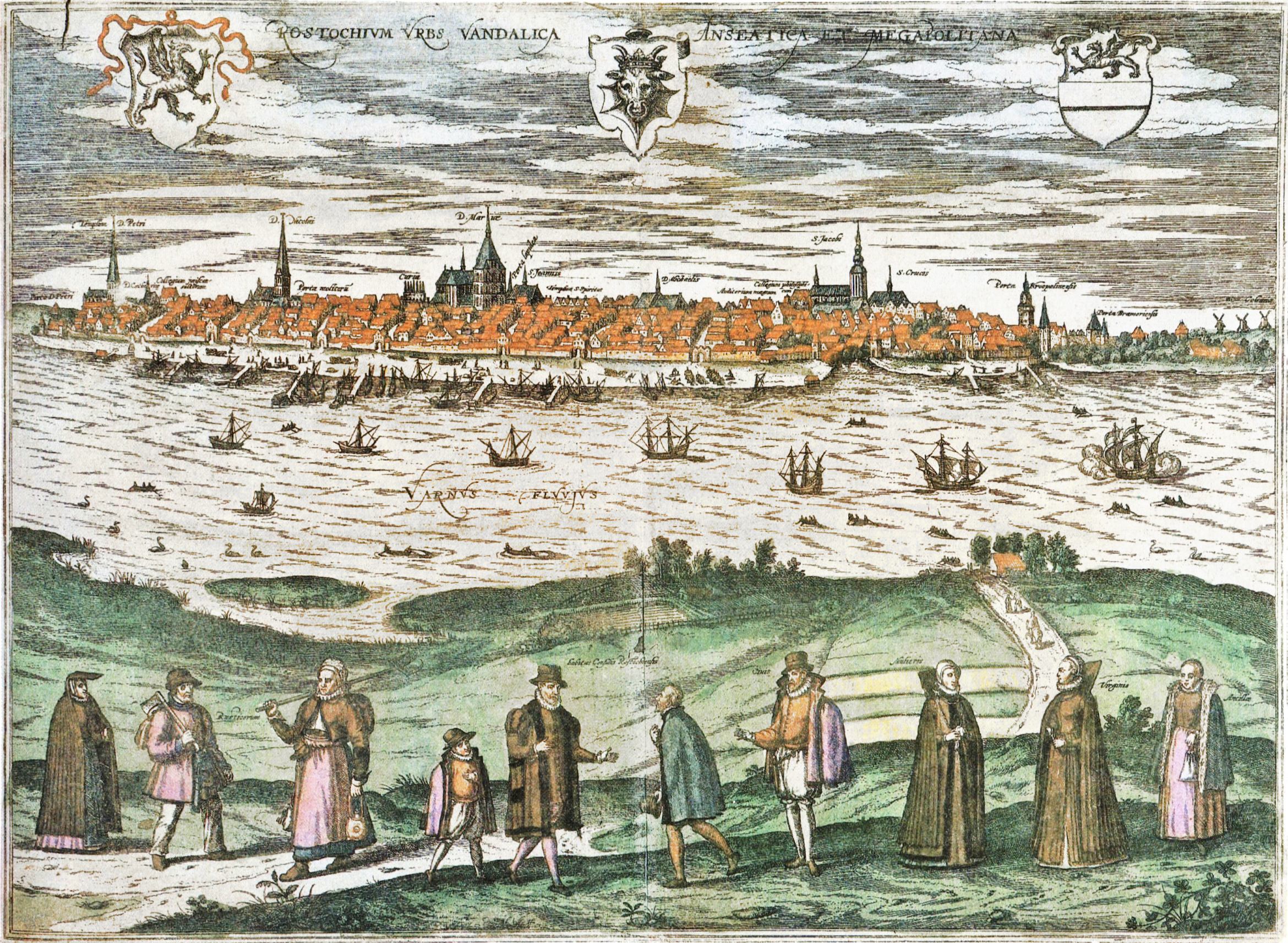
Widok na Rostock od strony rzeki Warnow według kolorowego miedziorytu Fransa Hogenberga z 1597: Od lewej Altstadt (pol. Stare Miasto) z kościołami św. Piotra i św. Mikołaja, w środku kościół Mariacki, na prawo – kościół św. Jakuba.

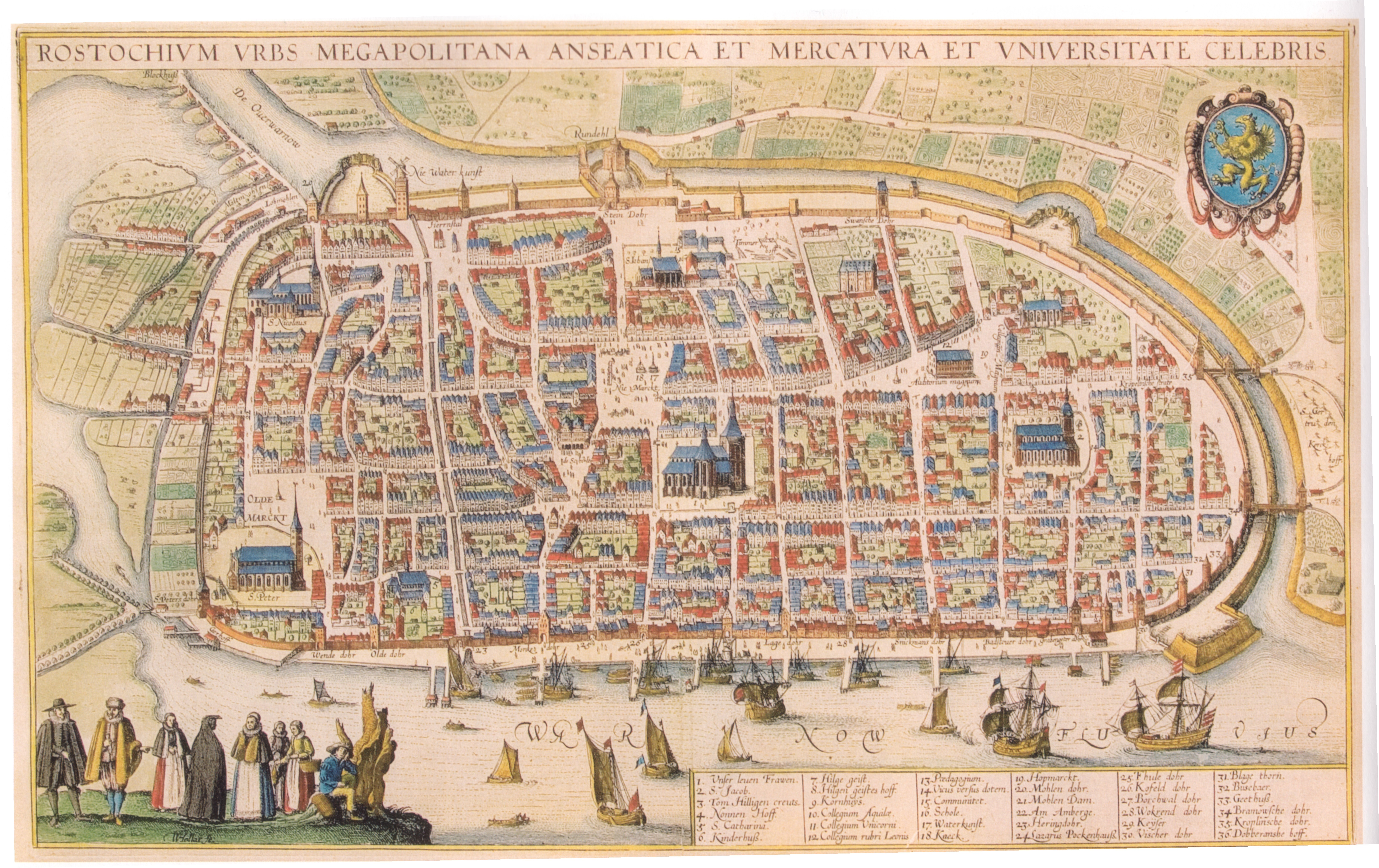
Widok na Rostock z lotu ptaka od strony północnej według ryciny Wenzela Hollara z 1624/1625: z lewej strony na dole – Alte Markt (Stary Rynek) z kościołem św. Piotra, powyżej – kościół św. Mikołaja, w centrum – kościół Mariacki, powyżej Neue Markt (Nowy Rynek), na prawo od niego – kościół św. Jakuba.

Historia Rostocku rozpoczęła się ok. 1200 wraz z założeniem osady kupieckiej nad rzeką Warnow, w okolicach kościoła św. Piotra po nadaniu lubeckiego prawa miejskiego przez księcia Heinricha Borwina I.
W 1218 osada ta rozszerzyła się na południe w kierunku dawnej osady słowiańskiej w pobliżu kościoła św. Mikołaja. Kościół Mariacki jest wspomniany po raz pierwszy w dokumentach pisanych z 1232 jako kościół parafialny samodzielnej osady, która przyłączyła się od zachodu do starszej części miasta i dysponowała własnym placem targowym i ratuszem. W wyniku dalszej ekspansji w kierunku zachodnim w 1252 powstało Neustadt (Nowe Miasto) jako czwarta, samodzielna osada, której centrum stanowił kościół św. Jakuba. Kiedy w latach 1262-1265 wszystkie te części miasta połączyły się w jeden organizm, centralnie położona część stała się centrum administracyjnym nowego miasta, a kościół Mariacki w konsekwencji uzyskał status kościoła rady miejskiej i głównego kościoła parafialnego. W przeciwieństwie do analogicznych kościołów w Lubece i Stralsundzie kościół Mariacki w Rostocku nigdy nie tworzył jednego zespołu architektonicznego z ratuszem przy centralnym placu miasta, lecz był położony nieco z boku na północny zachód od Neue Markt (Nowego Rynku) pomiędzy ulicami Kröpeliner Straße i Lange Straße.
Od 1260 do kościoła Mariackiego wcielono szkołę łacińską, nad którą patronat sprawowała rada miejska. Patronat nad kościołem sprawowali natomiast aż do reformacji możnowładcy (Landesherren) – dom książęcy Mecklenburg-Schwerin; kontrola nad kościołem była sprawowana jednak również i przez miasto.
Administracyjnie Rostock należał do biskupstwa Schwerin. Finansowo parafia otrzymywała się z kościelnych dziesięcin, opłat za usługi kościelne, dobrowolnych ofiar składanych do puszek kościelnych, zapisów i fundacji. Za te pieniądze wzniesiono kościelne warsztaty (fabrica ecclesiae) nad którymi nadzór samodzielnie mogła sprawować wspólnota parafialna pod przewodnictwem proboszcza. Obok proboszcza nadzór ten sprawowali też świeccy należący do parafii, przeważnie członkowie rady miejskiej.
12 listopada 1419 w kościele Mariackim uroczyście zainaugurowano powstanie uniwersytetu w Rostocku, przez długi czas ściśle związanego z kościołem. Jeszcze dziś wskazuje na to nazwa "stalle profesorskie", którym to mianem określa się stojące poniżej loży książęcej stalle w prezbiterium, jako że kościół aż do ok. 1900 pełnił funkcję zarówno kościoła uniwersyteckiego jak i kościoła rady miejskiej.
W 1531 zawitała do Rostocku reformacja. Jej początki w tym mieście związane były z kościołem św. Piotra, w którym nauczał kaznodzieja Joachim Slüter. W późniejszym czasie natomiast do głosu doszli wybitni teolodzy i zarazem główni pastorzy kościoła Mariackiego, m.in. Valentin Curtius, Georg von Venediger i Lucas Bacmeister der Ältere, archidiakoni Johann Quistorp der Ältere i Heinrich Müller czy radykalny kaznodzieja Johannes Saliger (Johann Beatus, 1568/69) i grono jego następców, zwanych od jego łacińskiego przydomka Beatiner, troszczących się o sprawy wspólnoty w niespokojnych czasach.
W XVIII w. w kościele Mariackim działali znani kościelni muzycy, m.in. kantorzy Daniel Friderici i Erasmus Sartorius czy organista Nicolaus Hasse.
Aktualnym organistą i kantorem w kościele Mariackim jest od 2007 Karl-Bernhardin Kropf.
W czasie przełomu 1989 kościół Mariacki, podobnie jak i inne kościoły w Rostocku, stał się zalążkiem sił opozycyjnych, które gromadziły się na pokojowych modlitwach i nabożeństwach pod przewodnictwem pastora Joachima Gaucka. 19 października 1989 wyszła z kościoła demonstracja przeciwko rządzącej SED, w której wzięło udział ok. 40000 mieszkańców Rostocku.
W 1998 istniejące w centrum miasta wspólnoty parafialne: St. Jakobi, St. Marien i St.Petri/St. Nikolai połączyły się w jedną parafię pod nazwą: Evangelisch-Lutherische Innenstadtgemeinde Rostock.

## Historia budowy kościoła

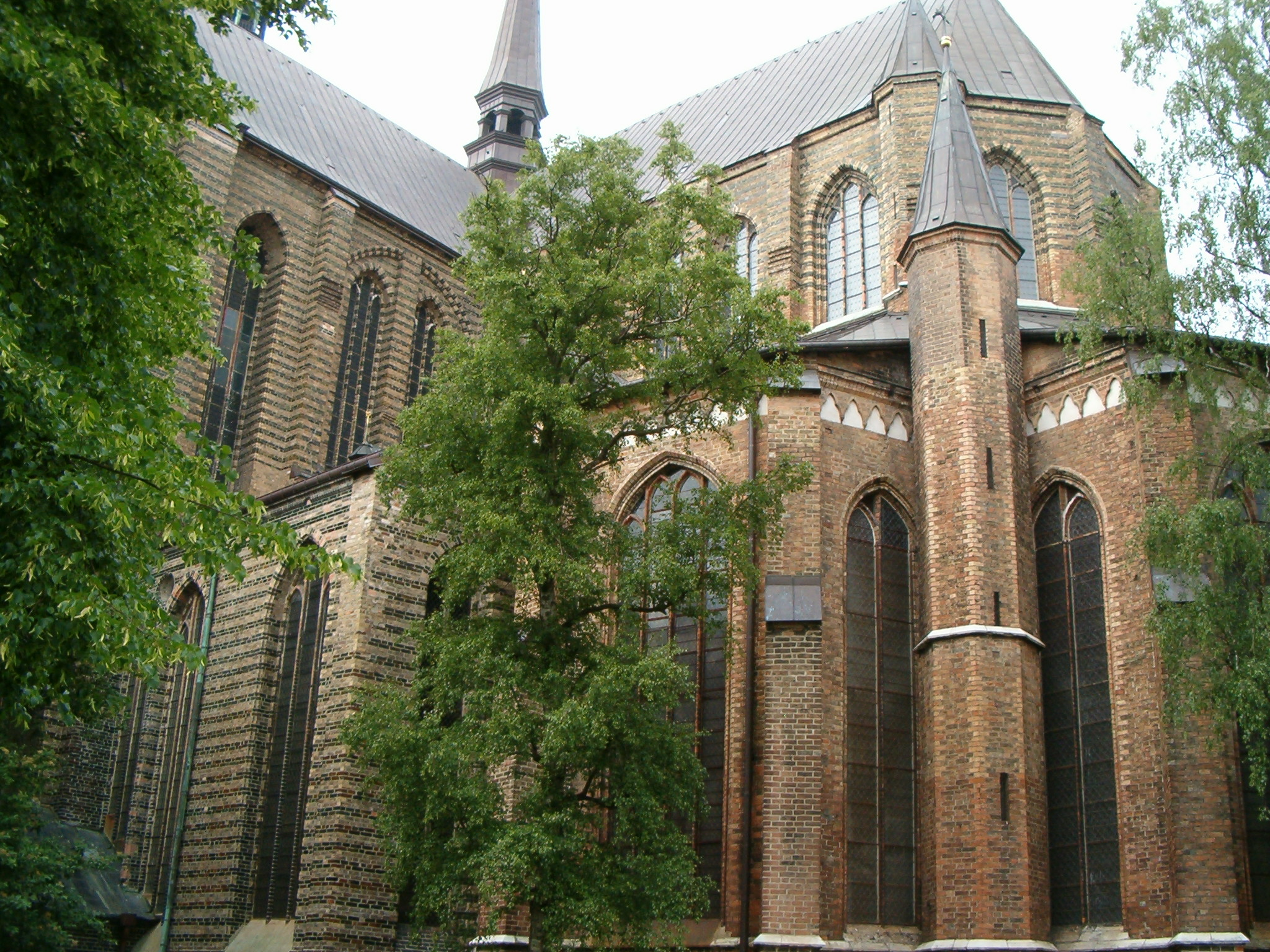
Prezbiterium z obejściem i fragment południowego transeptu (na lewo). Starsze fragmenty budowli są wzniesione z czerwonej cegły zaś młodsze – z kolorowej, glazurowanej cegły, kładzionej naprzemiennie. Rzucający się w oczy jest brak systemu przypór, co sprawia, iż budowla wydaje się bardzo zwarta

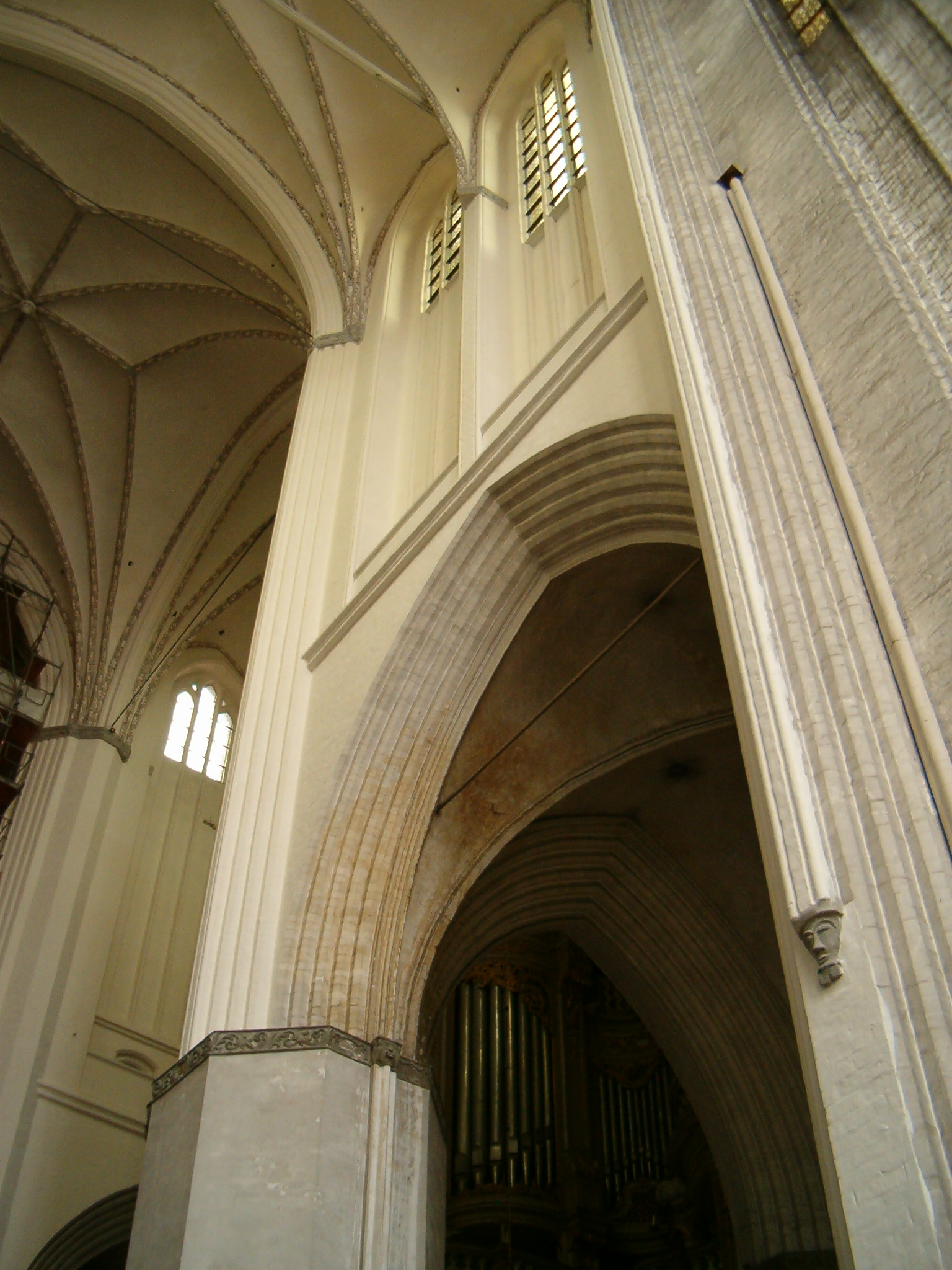
Potężny filar na skrzyżowaniu naw

Po połączeniu się osad w jeden organizm miejski w 1265 dotychczasowa świątynia okazała niewystarczająca jak na reprezentacyjne potrzeby szybko rozwijającego się miasta hanzeatyckiego; do 1279 wzniesiono więc większy, trzynawowy, halowy kościół z cegły. Z poprzedniego kościoła pozostała tylko jedna kondygnacja z zamykającym ją łukiem w kształcie liścia koniczyny i szczyt w części zachodniej. Zgodnie z wzorcami westfalskimi nawa główna w kościele Mariackim była szeroka, natomiast nawy boczne wąskie; budowla prawdopodobnie nie miała też prezbiterium a jedynie krótkie zamknięcie od wschodu.
Ok. 1290 rozpoczęto rozbudowę i przebudowę dotychczasowej budowli na bazylikę z prezbiterium; za przykład posłużyły tym razem plany kościoła Mariackiego w Lubece, z którą Rostock chciał konkurować. Niemal równocześnie rozpoczęły się też prace budowlane przy katedrze w Schwerin i oraz w położonym niedaleko klasztorze cysterskim w Doberan.
Inne miasta hanzeatyckie też nie chciały pozostać w tyle i zaczęły wznosić w tym samym czasie lub nieco później nowe, okazalsze kościoły. Przebudowa kościoła Mariackiego w Rostocku rozpoczęła się od strony wschodniej. W połowie XV w. stary kościół halowy został wyburzony, po czym wzniesiono mury zewnętrzne nowego kościoła. Stara wieża została podwyższona i poszerzona, ale zaplanowana pierwotnie dwuwieżowa fasada nigdy nie doczekała się realizacji, zwłaszcza po tym jak południowy fragment murów wieży podczas prac budowlanych pochylił się nieco w kierunku wschodnim. W tym czasie wzniesiono na przecięciu naw potężne filary przyporowe, które, bardzo oddalone od siebie, są pozostałościami wcześniejszego przęsła. Wskazuje to, iż w budowli już wcześniej zaplanowano jednonawowy transept.
W 1398 sklepienia naw zawaliły się. Nowa koncepcja wzniesienia transeptu, o czym informuje inskrypcja obok portalu w południowym ramieniu transeptu, wydaje się w świetle dzisiejszych badań wątpliwa, jako że wszystko wskazuje na kontynuację budowy ok. 1398.
Charakterystyczne dla fazy budowlanej ok. 1400 jest zastosowanie naprzemiennego kładzenia glazurowanych cegieł w kolorze gliniastożółtym i zielonym, podczas gdy w starszych fragmentach budowli kładziono cegły czerwone. W dokumencie z 1420 pojawia się wzmianka o ołtarzu w nawie bocznej, co skłania do założenia, iż już wtedy był on zbudowany. Ok. 1440 podwyższono wieżę o jedno piętro a w 1454 zakończono budowę sklepień; tym samym kościół został zamknięty od góry.
Po nastaniu reformacji wnętrze świątyni zostało przystosowane do potrzeb liturgii protestanckiej. Z czterech ołtarzy, których istnienie jest poświadczone ok. 1500, przetrwały tylko dwa: ołtarz św. Rocha i jedno skrzydło ołtarza Mariackiego. W latach 1723/1724 po raz pierwszy pomalowano wnętrze kościoła na biało. Z wcześniejszych malowideł przetrwał tylko XV-wieczny fryz z motywami roślinnymi na środku sklepienia pod wieżą. Dalsze malowidła zostały odkryte i wydobyte na światło dzienne podczas prac konserwacyjnych w 2005.
Obecne zwieńczenie wieży i sygnaturka pochodzą z 1796; choć już na sztychu z XVII w. widać podobną konstrukcję dachu. W latach 1901/1902 poddano po raz kolejny renowacji miedziane pokrycie dachu.

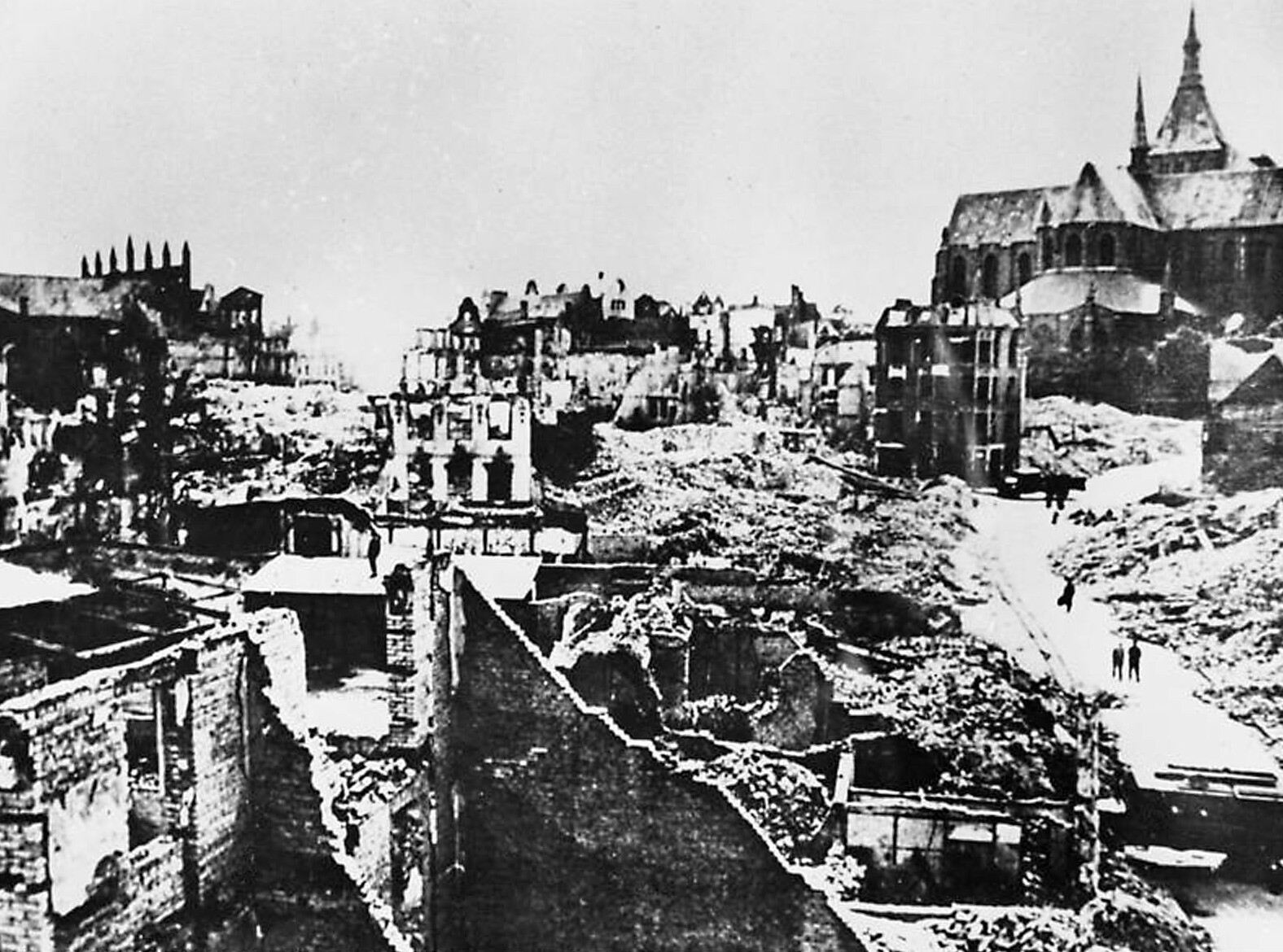
Kościół Mariacki pośród morza ruin w 1945

Podczas drugiej wojny światowej kościół Mariackie przetrwał, jako jedyny z kościołów Rostocku, ciężkie bombardowania z 1942 i 1944 odnosząc stosunkowo nieznaczne uszkodzenia pośrodku zniszczonego Starego Miasta. Kilka bomb zapalających ugodziło kościół podczas trzech kolejnych ataków powietrznych: spłonęła wówczas latarnia wieży, więźba dachowa i obie małe wieżyczki. Dzięki szybkiej akcji z narażeniem życia pożar został ugaszony przez ówczesnego zakrystiana Friedricha Bombowskiego, jego córkę, kilku śmiałków i wojskową straż pożarną. Unieszkodliwili oni dalsze, zrzucone bomby fosforowe, zanim te zdążyły wywołać jeszcze silniejszy pożar. Córka zakrystiana uległa zatruciu spalinami w 1942. Zmarła w maju 1945 w wieku 24 lat.
Po wojnie naprędce usunięto uszkodzenia i kościół mógł być używany zgodnie ze swym przeznaczeniem.

### Renowacja
Zniszczenia spowodowane przez przeciekający dach i jego korozja sprawiły, iż nieodzowna stała się gruntowna restauracja świątyni, tym bardziej, że odwiedza ją ok. 200000 turystów rocznie, co jest dla jej wnętrza dodatkowym obciążeniem.
Gruntowna renowacja świątyni mogła rozpocząć się po 1992 dzięki połączeniu wysiłków m.in. landu Meklemburgia-Pomorze Przednie, władz miasta Rostock, fundacji Deutsche Stiftung Denkmalschutz i samych mieszkańców miasta. Pomiędzy 1992 a 2005 wydano na cele restauracyjne sumę ok. 5,5 mln euro.
Od 2004 wykonano uszczelnienie dachów świątyni, zabezpieczono jej mury i odrestaurowano sklepienia. Do 2012 planuje się wykonanie dalszych niezbędnych prac, szczególnie zabezpieczenia prezbiterium i naw, renowacje grożących wypadnięciem okien, westwerku i organów. W sierpniu 2008 poddano renowacji westwerk a zwłaszcza mocno zwietrzałe blendy na jego południowej ścianie.

## Architektura

### Opis budowli

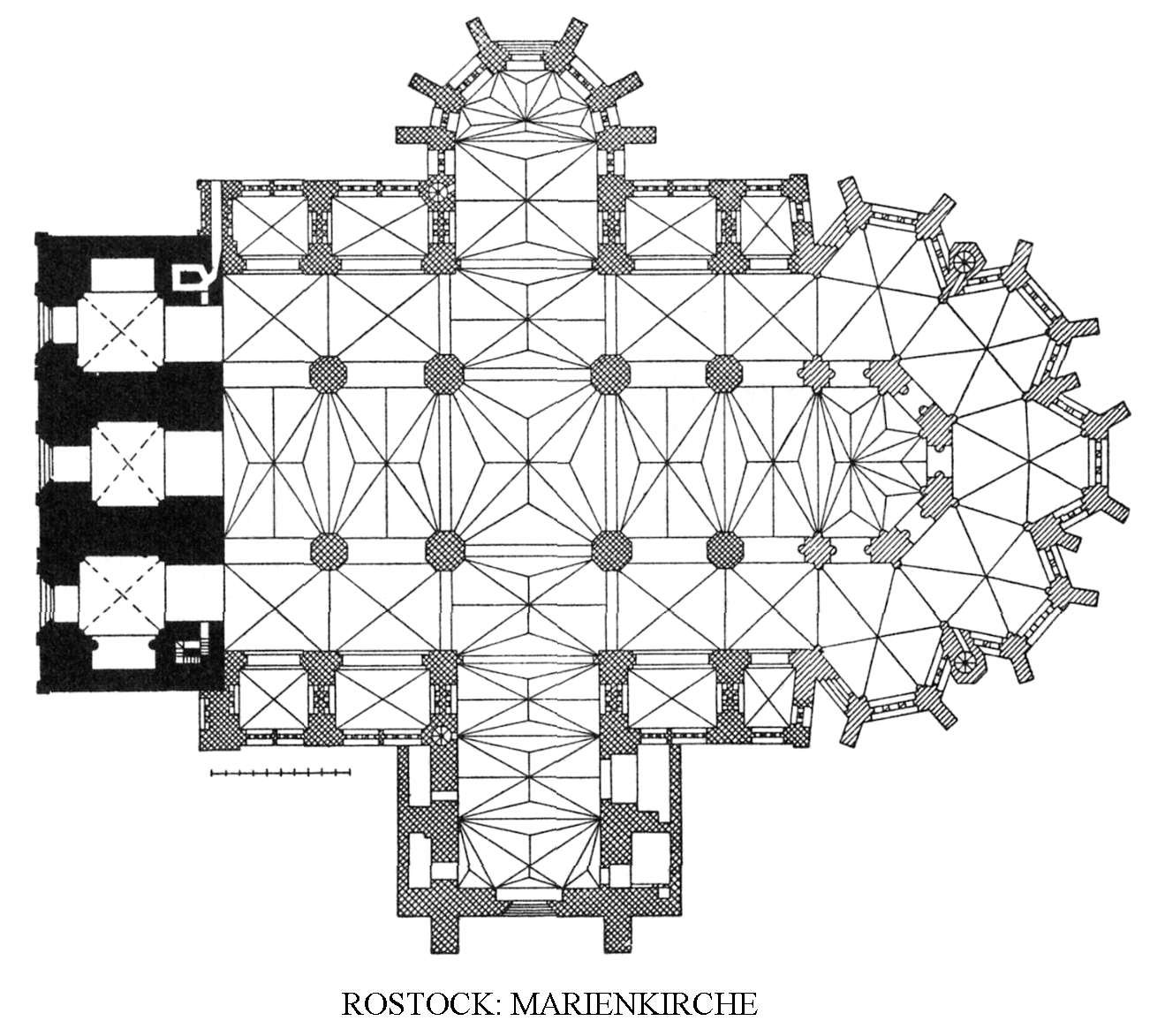
Rzut przyziemia kościoła Mariackiego

Kościół Mariacki jest trzynawową bazyliką. Dwuprzęsłowy korpus główny przecina się z jednonawowym transeptem dając kwadratowe skrzyżowanie naw i tworząc w ten sposób typ budowli centralnej na planie krzyża greckiego: długość transeptu wynosi 73 m wobec 76 m długości kościoła na osi wschód-zachód, włącznie z westwerkiem i obejściem.
Prezbiterium składa się z dwóch prostokątnych przęseł i zakończenia, stanowiącego 5 części ośmiokąta. Przedłożenie naw bocznych tworzy obejście z pięcioma promieniście ułożonymi kaplicami. Nawy boczne są dodatkowo poszerzone o dwa przęsła, tworząc w ten sposób po dwie kaplice po obu stronach kościoła. Szerokość nawy głównej wynosi 11 m, a wysokość do sklepienia 31,5 m, co sprawia, iż kościół Mariacki w Rostocku jest 6. pod względem wysokości nawy głównej kościołem wśród wielkich kościołów gotyku ceglanego po kościele Mariackim w Lubece (38 m), kościołach św. Mikołaja (37 m), św. Jerzego (35 m) i Mariackim w Wismarze (32 m) oraz kościele Mariackim w Stralsundzie (32,4 m).
W południowym, trzyprzęsłowym ramieniu transeptu, zamkniętym prosto, znajduje się obecnie portal, podczas gdy jego północne ramię jest zamknięte poligonalnie na planie pięciokąta.

### Wygląd zewnętrzny

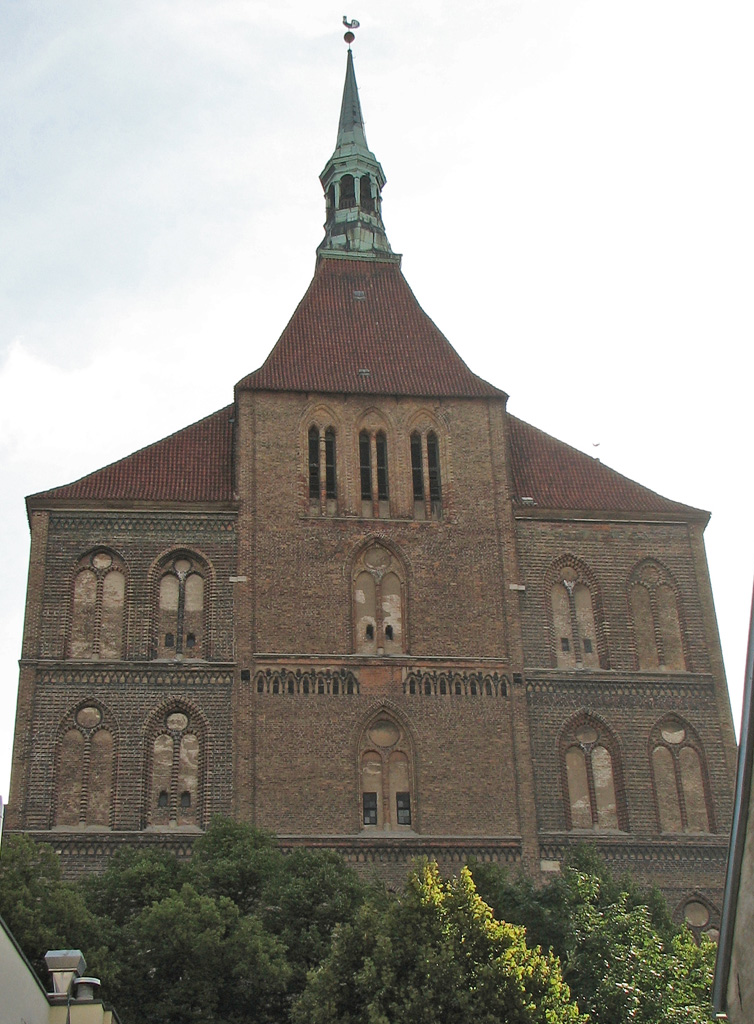
Westwerk kościoła Mariackiego

Potężny westwerk z masywną wieżą wystaje niewiele ponad korpus kościoła, który został zdominowany przez transept. Wydatna, wzniesiona z czerwonych cegieł fasada westwerku składa się z kondygnacji dolnej, będącej pozostałością poprzedniej, wczesnogotyckiej budowli, wykończonej u góry ozdobnym fryzem arkadkowym, składającym się z szeregu małych łuczków w kształcie liści koniczyny.
Trzy ostrołukowe, ozdobne portale, z których największy, środkowy został zamurowany, zostały ujęte w prostokątne, jeszcze typowo romańskie obramowanie. Częściowo zamurowane, ostrołukowe i zaokrąglone okna mają już formy wczesnogotyckie. Ponad tą najstarszą częścią kościoła wznoszą się trzy jednorodnie ukształtowane kondygnacje, które są podzielone na trzy pionowe segmenty: obok segmentu środkowego, wystającego nieco poza lico muru są dwa segmenty boczne, wyeksponowane poprzez zastosowanie okładziny z ciemnego kamienia. Taki podział architektoniczny wskazuje na pierwotny zamiar wzniesienia w kościele dwuwieżowej fasady. Dekorację fasady westwerku stanowią ostrołukowe blendy:pojedyncze w części środkowej, podwójne w częściach bocznych i potrójne po obu ścianach bocznych westwerku, północnej i południowej. Krawędzie westwerku ujęte są lizenami.
Reliefy z XIV w. na westwerku

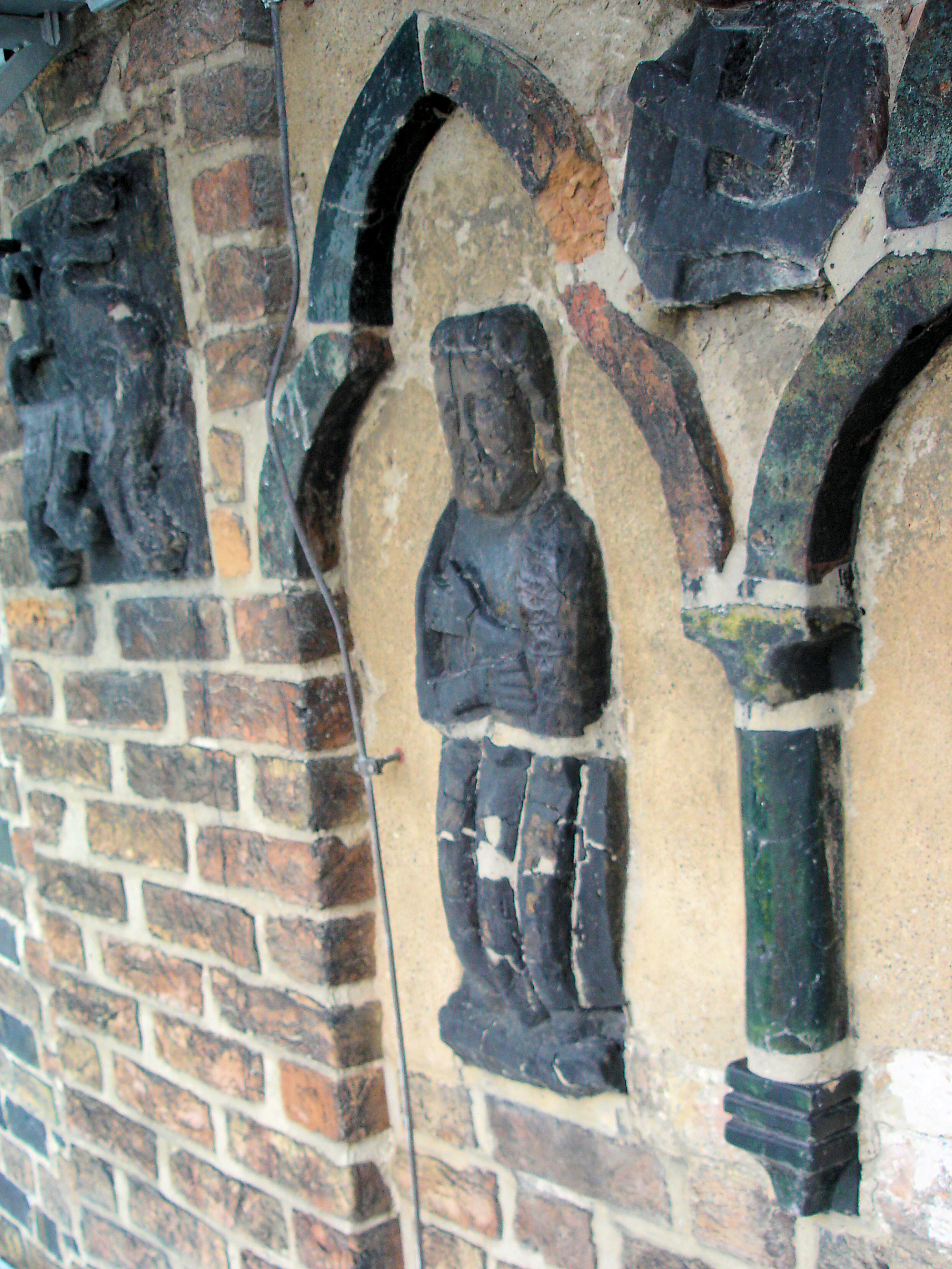
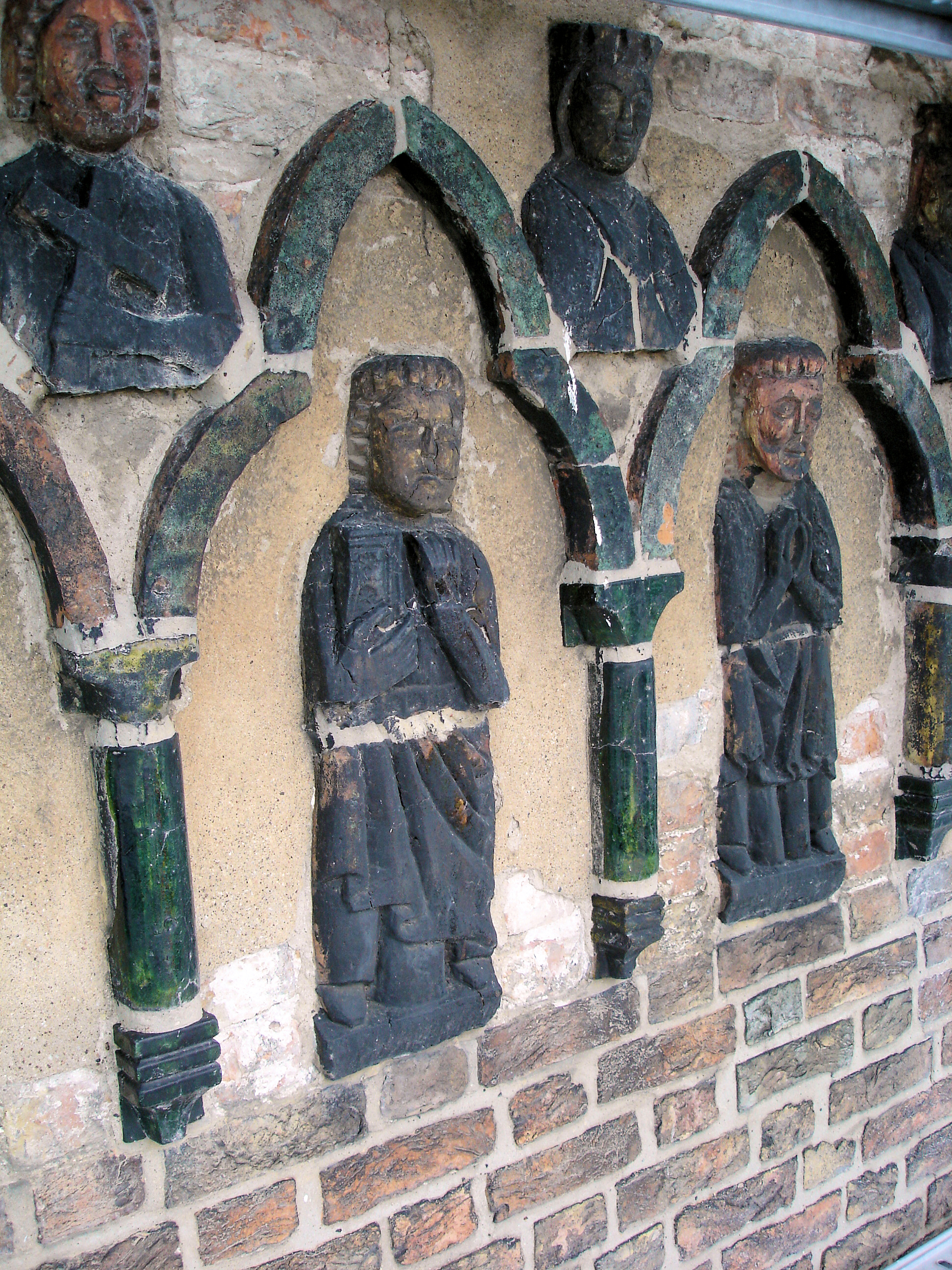
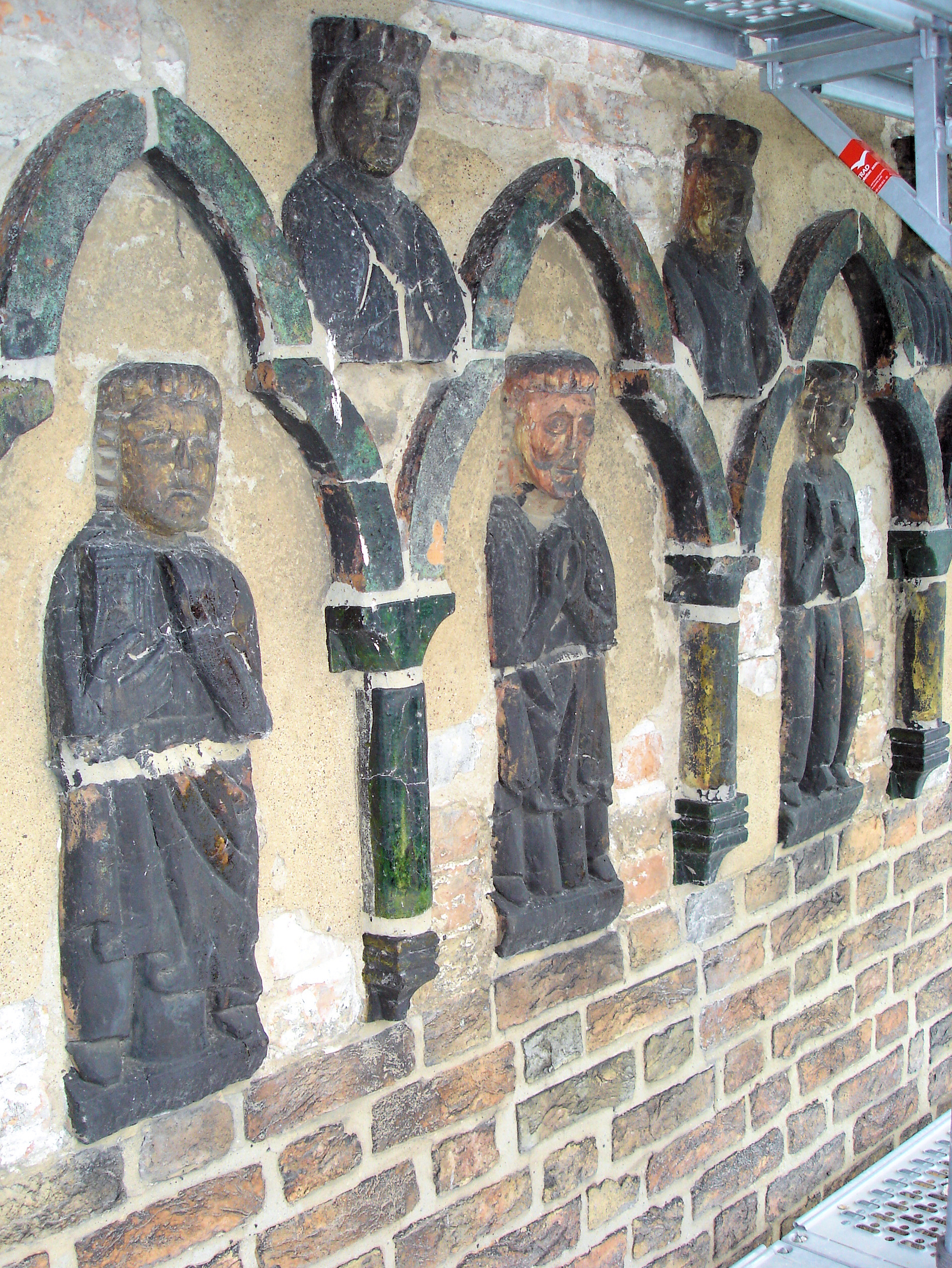
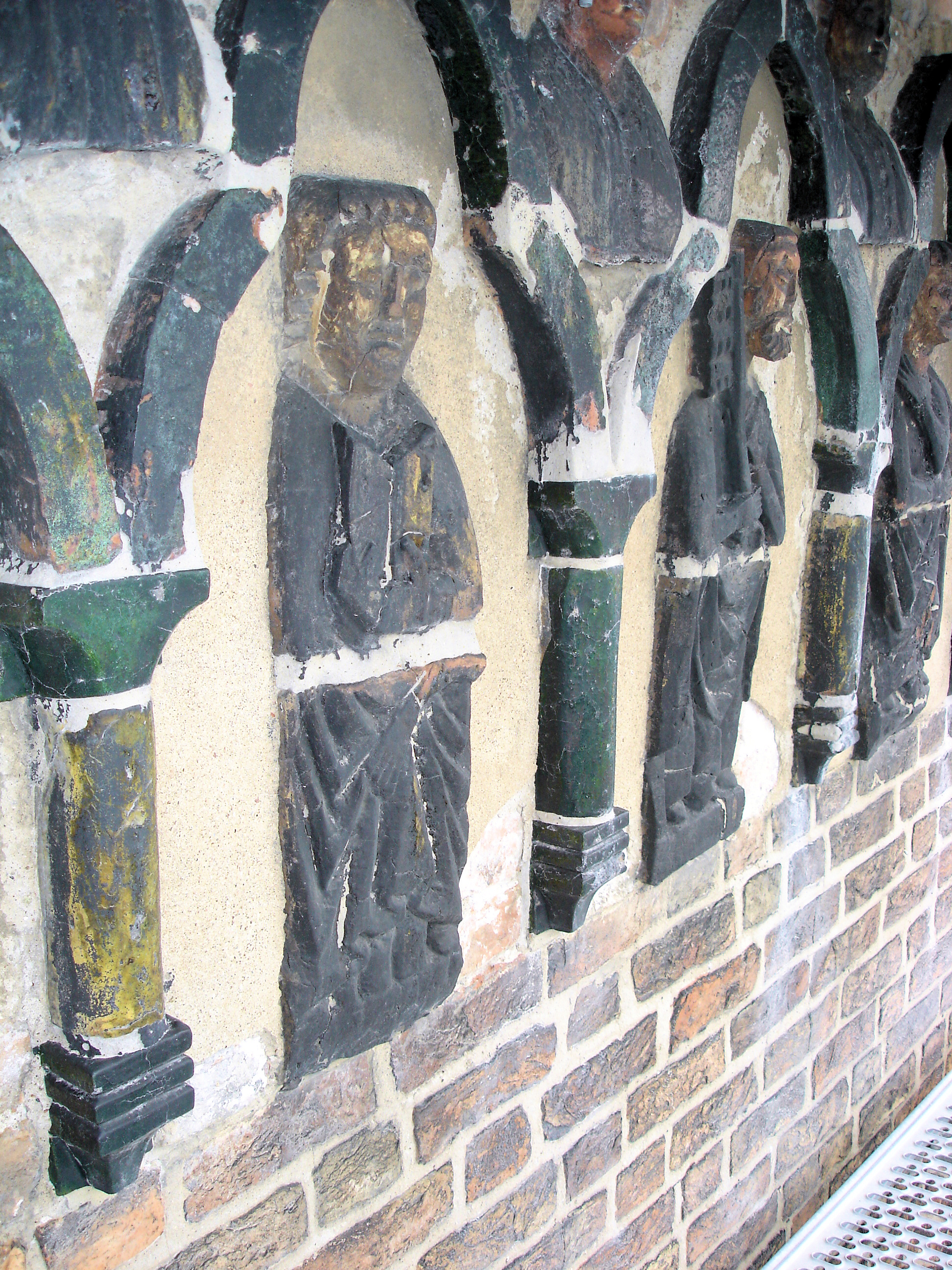

Segment środkowy westwerku jest wyższy od segmentów bocznych o jedną kondygnację, w której u góry są trzy wąskie, podwójne, ostrołukowe okna pomyślane jako otwory akustyczne dla dzwonów. Szczegółem dekoracyjnym tej części budowli jest zachowany u góry prosty relief z XIV w. Glazurowane figury z gliny, przedstawiające prawdopodobnie Jezusa, Maryję, apostołów, i proroków umieszczone są zarówno pod arkadami jak i nad nimi. Możliwe, że jest to pozostałość lektorium z wcześniejszego kościoła. Zamiast nigdy nie zrealizowanej, dwuwieżowej fasady wzniesiono nad westwerkiem dach namiotowy, zwieńczony latarnią.

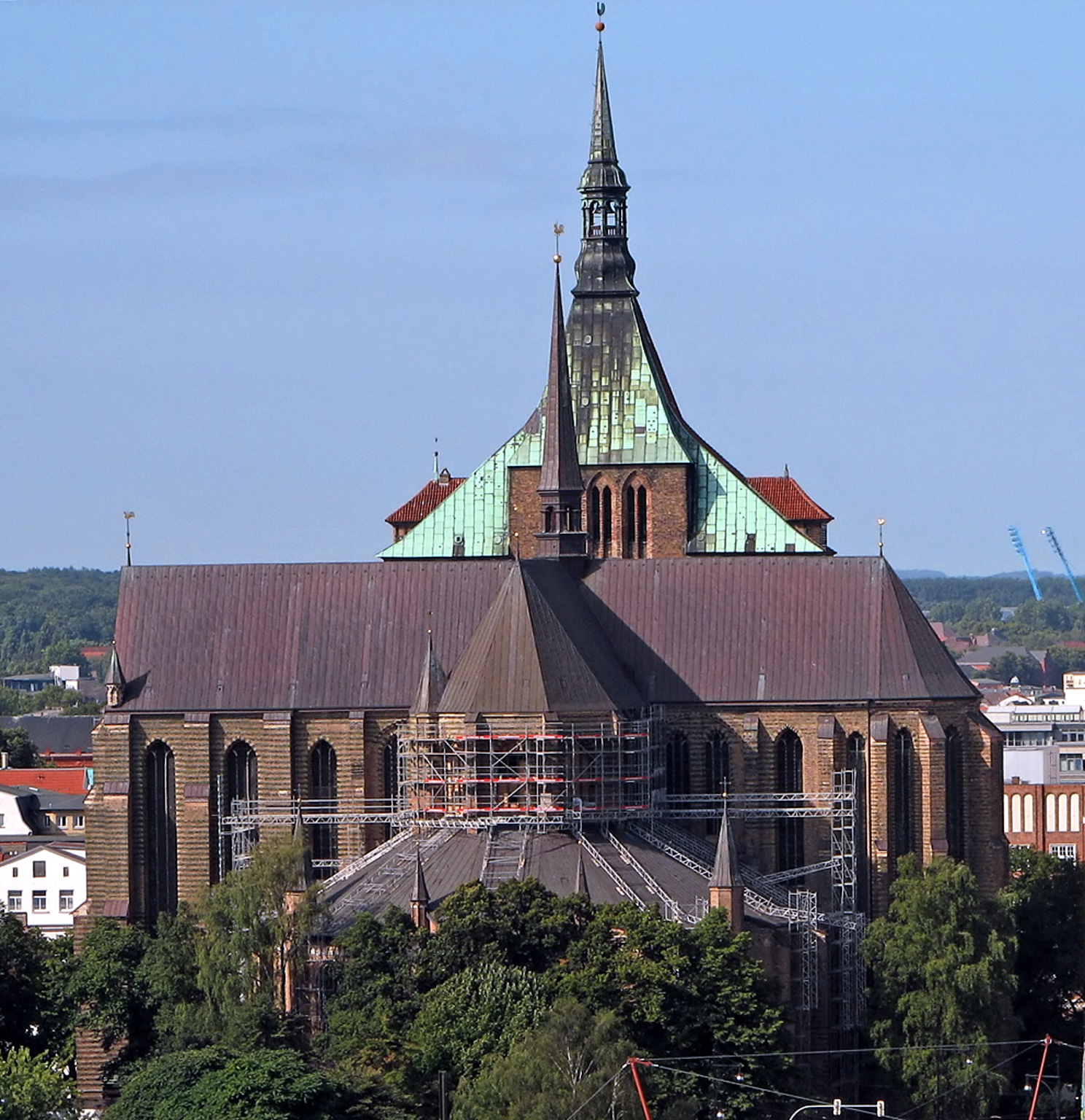
Widok na transept od strony prezbiterium

Wybudowany po 1290 z żółtych cegieł przekładanych na zmianę cegłami pokrytymi zielonym laserunkiem korpus świątyni odróżnia się od westwerku. Wyjątek stanowi tu wybudowany od wschodu wieniec kaplic z pocz. XVI w., do budowy których użyto również cegły czerwonej. Te pięć kaplic stanowi poligonalne zamknięcie prezbiterium. Pomiędzy potrójnymi, ostrołukowymi oknami kaplic znajdują się przypory, zwieńczone u góry sterczynami w formie wieżyczek; wyraźnie planowane łęki oporowe jednakże nigdy nie zostały zrealizowane, wskutek czego budowla kościelna ma bardzo zwarty charakter. Jedyną dekorację zewnętrzną kaplic stanowi umieszczony pod dachem fryz ze wspomnianym już motywem liścia koniczyny.
Wybudowany po 1398 transept wzniesiony został w podobny sposób jak korpus świątyni, poprzez układane na przemian cegły żółte i te z zielonym laserunkiem. Ozdobę południowej fasady transeptu stanowi wielkie, pięcioczęściowe, środkowe okno i dekorowany blendami szczyt, które razem ze wspomnianym wyżej portalem stanowią reprezentacyjny fronton wejściowy. W tympanonie znajdują się pochodzące z poł. XIX w. neobarokowe figury przedstawiające cnoty teologiczne.
Nad skrzyżowaniem naw wznosi się sygnaturka z latarnią i wysoką iglicą.

### Wnętrze świątyni

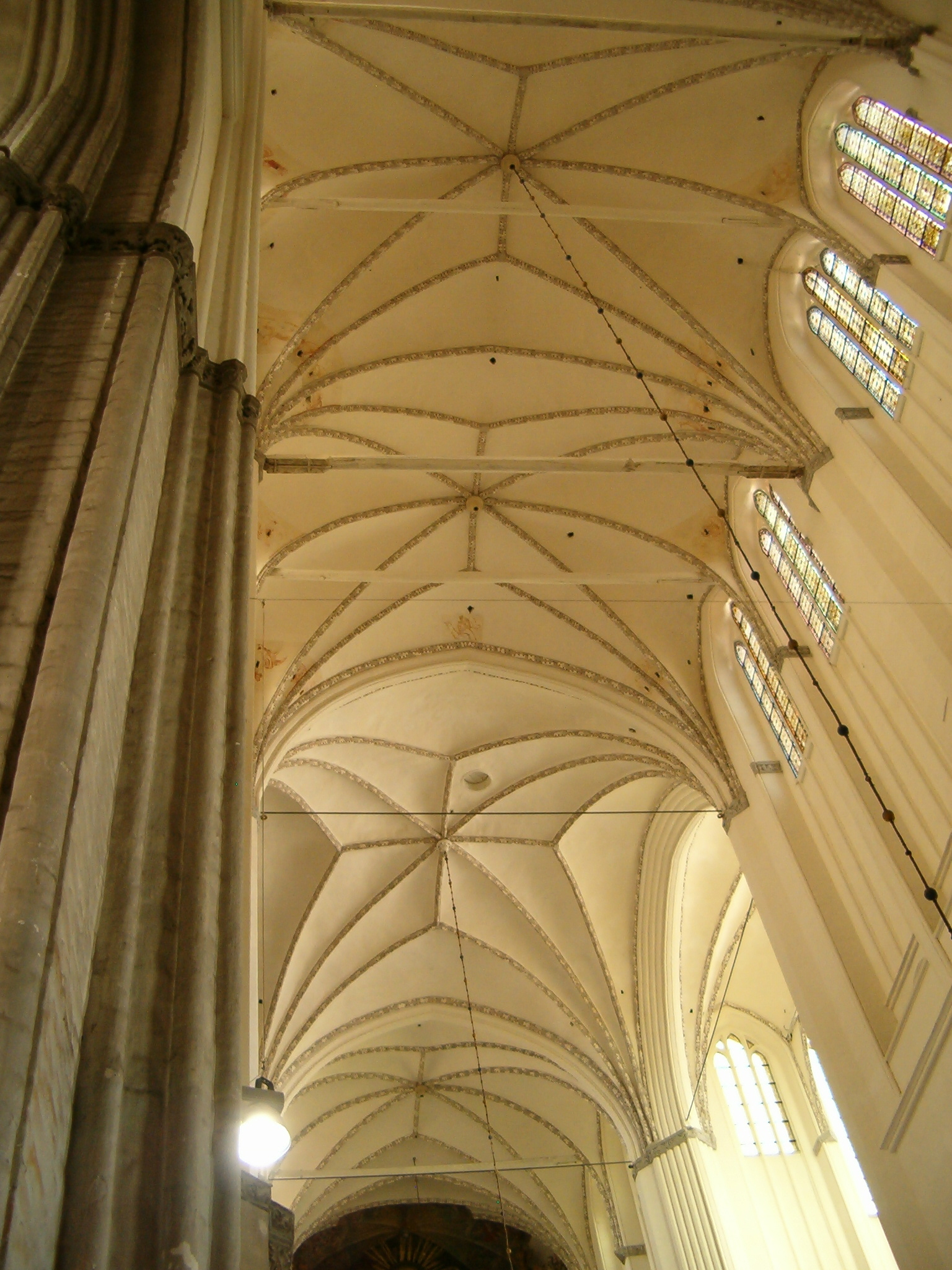
Gwiaździste sklepienia w prezbiterium i na skrzyżowaniu naw

Wejście przez główny, południowy portal prowadzi do trzyprzęsłowego, południowego ramienia transeptu. Przeciwlegle, północne jego ramię zamknięte jest wielkim, potrójnym ostrołukowym oknem. Transept i nawa główna przecinają się prawie dokładnie w połowie, tworząc skrzyżowanie na planie kwadratu. Jedynie część wschodnia świątyni jest poprzez prezbiterium, podniesione o trzy stopnie schodów ponad posadzkę korpusu głównego, dłuższa niż trzy pozostałe części. Część zachodnia natomiast jest wewnątrz skrócona dzięki okazałemu prospektowi organowemu.
Masywne, gęsto stojące filary podtrzymują sklepienia gwiaździste nawy głównej. W nawach bocznych jest nieco prostsze sklepienia krzyżowe. Sześć filarów apsydy pochodzi jeszcze z okresu budowy transeptu. Pionowe służki wspierają żebra sklepienia łącząc je z posadzką. Miejsce zwyczajowych kapiteli zajął obiegający je ornament w kształcie listowia. Ze znajdujących się na nich inskrypcji wynika, że pochodzą one z lat 1723/1724.
Oświetlenie wnętrza budowli przez wpadające światło jest zróżnicowane. Podczas gdy północne ramię transeptu i prezbiterium jest dzięki długim oknom jasne, w nawie głównej a zwłaszcza pod chórem organowym jest stosunkowo mało światła, ponieważ okna naw bocznych są niewielkie i osadzone wysoko pod dachem. Również witraże w południowym ramieniu transeptu powodują, iż do jego wnętrza przedostaje się mniej światła.

## Wyposażenie wnętrza
Kościół Mariacki zachował, obok kościoła św. Mikołaja, najbogatsze wyposażenie wnętrza w całym regionie Morza Bałtyckiego i to, pomimo iż duża liczba obrazów padła ofiarą ikonoklazmu w czasie reformacji.

### Ołtarz główny

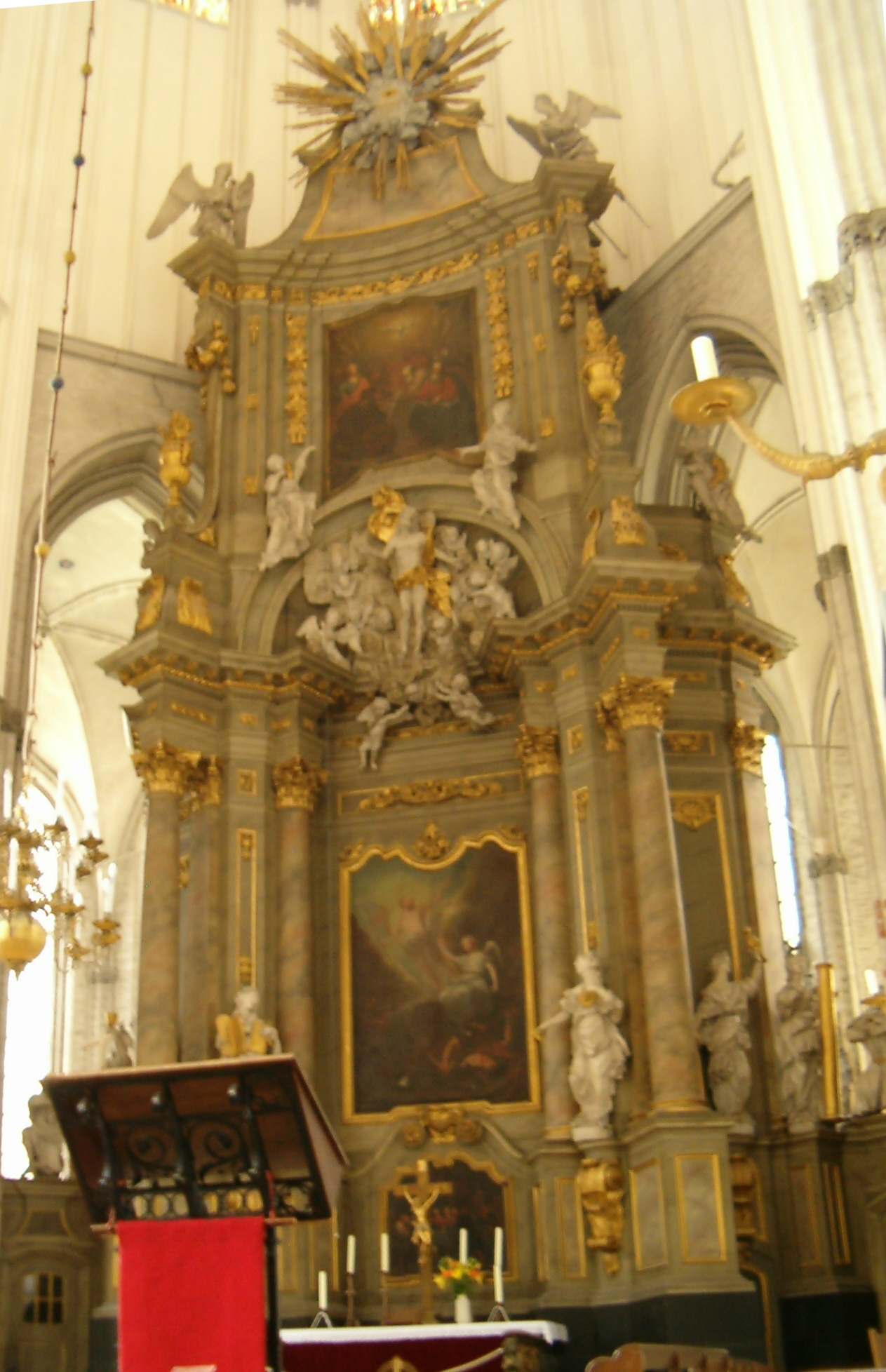
Ołtarz główny

Dwukondygnacyjny ołtarz główny, dzieło barokowej architektury drewnianej, został zaprojektowany w latach 1720/1721 przez Christiana Rudolpha Stoldta z Berlina i wykonany przez berlińskich artystów: malarza Andreasa Weißhuta, rzeźbiarza Hinricha Schaffera i stolarza Friedricha Möllera.
Dominującym kolorem ołtarza jest szaro-oliwkowy, rzeźby figur są białe a całość kompozycji jest wykończona złotym ornamentem. Ołtarz znajduje się we wschodniej części prezbiterium wypełniając je szczelnie i wznosząc się do szczytu jego sklepienia. Podstawa ołtarza jest nieco skręcona w stosunku do osi symetrii kościoła. Po obu stronach ołtarza znajdują się dwa konfesjonały, oba zwieńczone starotestamentowymi podobiznami króla Dawida i skruszonego grzesznika Manassesa.
Motywem ołtarzowego obrazu jest Zmartwychwstanie Pańskie. Po obu stronach obrazu stoją dwie figury, trzymające w rękach tablice Mojżesza, księgę, słońce i księżyc a na dalszym planie są rzeźby przedstawiające trzy cnoty teologiczne: wiarę, nadzieję i miłość. Poniżej, w podstawie ołtarza jest obraz Ostatnia Wieczerza.
Wyrzeźbiony z drewna i podtrzymywany przez amorki kartusz) z wyobrażeniem zmartwychwstałego Chrystusa jako Zbawiciela Świata stanowi zwornik między kondygnacją dolną a górną ołtarza. Również i malowidło w nim umieszczone, przedstawiające Zesłanie Ducha Świętego w dzień Pięćdziesiątnicy, jest otoczone przez cztery rzeźby przedstawiające cnoty chrześcijańskie.
W zwieńczeniu ołtarza umieszczone jest, otoczone przez promienie światła, czuwające Oko Opatrzności.

### Ambona

Ambona przy południowo-zachodnim filarze w skrzyżowaniu naw

Ambona znajduje się w bardzo dużej odległości od ołtarza i została umieszczona przy południowo-zachodnim filarze w skrzyżowaniu naw. Takie umiejscowienie ambony mogło być podyktowane stosunkowo kiepską akustyką kościoła Mariackiego i potrzebą zlokalizowania jej możliwie jak najbliżej tłumu wiernych wypełniających świątynię.
Drewnianą, renesansową ambonę z 1574 wyrzeźbił pochodzący podobno z Antwerpii, ale osiadły w Rostocku snycerz Rudolf Stockmann (zm. 1622). Autorstwo Stockmanna, którego dziełem są też ambony w kościołach św. Piotra i św. Jakuba i liczne epitafia, nie jest pewne ponieważ jego obecność w Rostocku jest poświadczona dopiero po 1577.
Na ambonę prowadzą ozdobne, wijące się wokół filaru schody, zamknięte drzwiczkami. Ich konstrukcja jest utrzymana w typie łuku triumfalnego z bocznymi kolumnami w porządku korynckim i łukiem nad nimi. Ich dekorację stanowi relief wyobrażający miłosiernego Samarytanina stojącego pomiędzy Mojżeszem a św. Janem Chrzcicielem i z widniejącym nad nimi Jakubem walczącym z aniołami. Poręcze schodów są ozdobione typowymi dla czasów, w których powstały, bogatymi, pozłacanymi reliefami i ornamentami. Przybierają one jeszcze wspanialszą postać pełnoplastycznych rzeźb na samej ambonie, przedstawiając mękę i zmartwychwstanie Chrystusa. Ich treść ikonograficzna jest charakterystyczna dla sztuki północnoniemieckiej doby reformacji.
Daszek ambony został wykonany w 1723 przez stolarza Friedricha Möllera i snycerza Dittricha Hartiga z Rostocku. Jego dekoracja jest utrzymana w duchu późnorenesansowej dekoracji samej ambony i przedstawia sceny z Apokalipsy Świętego Jana.

### Organy

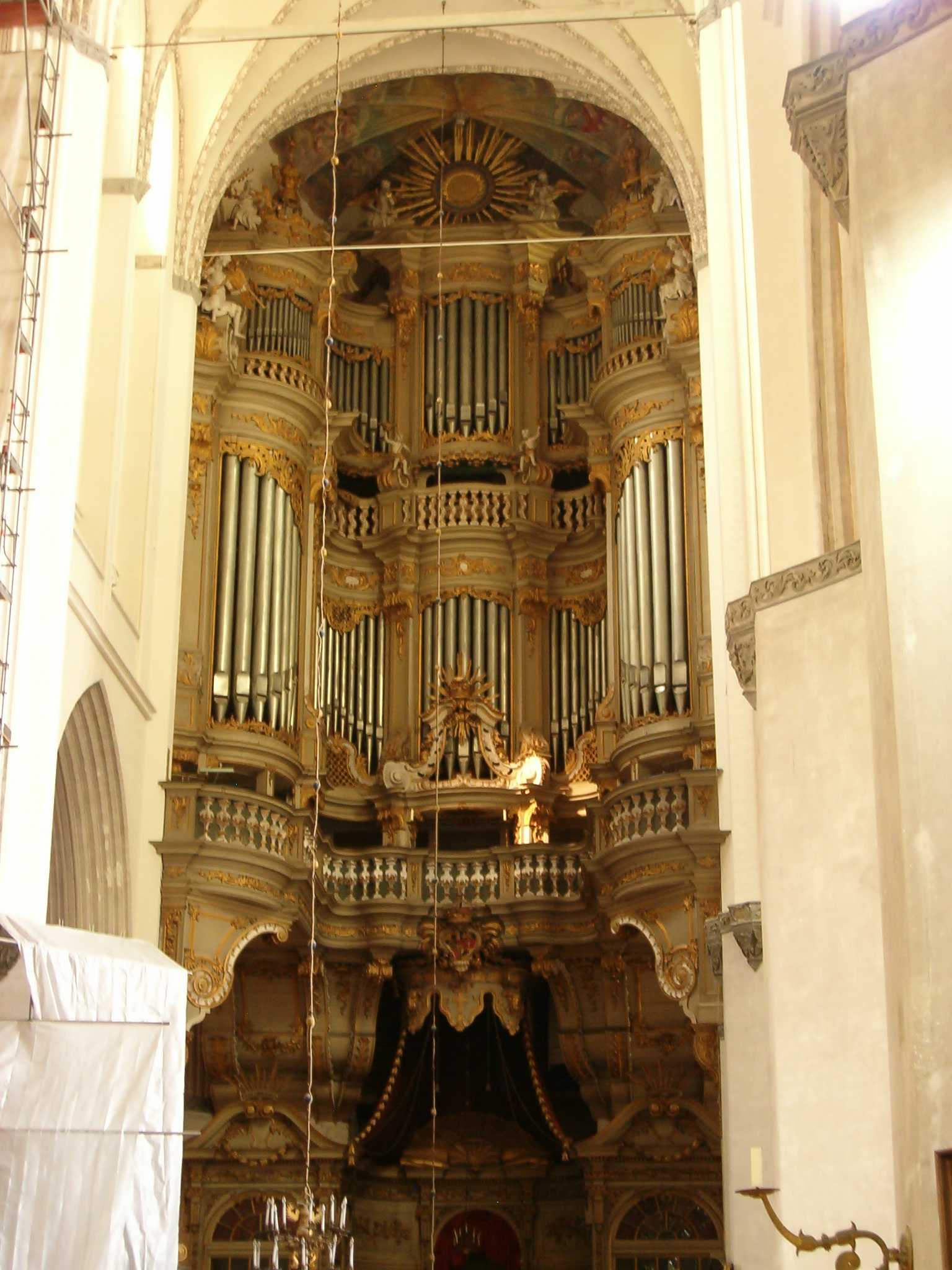
Organy w kościele Mariackim. Poniżej nich znajduje się loża książęca. Z lewej strony ambona (zasłonięta na czas remontu)

Wznoszący się aż pod sklepienie wspaniały prospekt organowy z lat 1766-1769 i zbudowana poniżej, starsza od niego empora książęca (1749-1751) oraz stalle rajców miejskich w zachodniej części kościoła zostały wykonane przez artystów z Rostocka: snycerzy J. A. Klingmanna i J. G. Bergmanna, stolarza Kählerta oraz malarzy: Hohhenschildta, Marggrafa i Brochmanna.
Podobnie jak i inne dominujące we wnętrzu świątyni elementy wyposażenia, jak ołtarz i ambona, również prospekt organowy jest utrzymany w tonacji szaro-oliwkowej z ozdobnymi złoceniami. Loża książęca, utrzymana w stylu rokokowym, jest flankowana dwoma przeszklonymi balkonami i zwieńczona baldachimem z herbem książąt Mecklenburg-Schwerin oraz inicjałami księcia Chrystiana Ludwika II.
Ponad emporą wznosi się prospekt organowy, wyraźnie późniejszy, ale powstały w wyniku współpracy tych samych artystów, którzy zbudowali emporę. Fasada organów jest dziełem miejscowego organmistrza Paula Schmidta. Z powodu niedostatków konstrukcyjnych nieodzowna stała się wkrótce przebudowa instrumentu. Przeprowadził ją w latach 1791-1793 organmistrz Ernst Julius Marx. W części wewnętrznej organów nie pozostało niemal nic z instrumentu Schmidta.
Później nastąpiły dalsze przebudowy. Ostatnia przebudowa organów miała miejsce w 1938 a wykonał ją zakład organmistrzowski Sauera z Frankfurtu nad Odrą. Autorem koncepcji przebudowy organów w duchu neobarokowym był prof. Fritz Heitmann z Katedry w Berlinie. Ponad 30 głosów pochodzi sprzed 1938, zachowano przy tym większą część wiatrownicy Marxa. W 1983 dokonano generalnego przeglądu organów a w 2007 oczyszczono je w związku z restauracją sklepień.
Obecne organy mają 4 manuały, pedał, elektropneumatyczną trakturę, 83 głosy z czterema kombinacjami, 5700 piszczałek i następującą dyspozycję:
| I Kronwerk C-f3                                                                               | II Hauptwerk C-f3 | III Oberwerk C-f3 | IV SchwellwerkC-f3 | I Positiv C-f3 | Pedal C-f1 |
| Holzprinzipal 8′ Pommer 4′ Nasard 22/3′ Nachthorn 2′ Sifflöte 1′ Sesquialter II Mixtur III–IV | Prinzipal 16′ Quintade 16′ Oktave 8′ Holzflöte 8′ Gemshorn 8′ Oktave 4′ Rohrflöte 4′ Quinte 22/3′ Oktave 2′ Mixtur V–VII Scharff IV Fagott 16′ Trompete 8′ Trompete 4′ | Liebl. Gedackt 16′ Prinzipal 8′ Spitzflöte 8′ Gedackt 8′ Oktave 4′ Fugara 4′ Gedackt 4′ Quinte 22/3′ Oktave 2′ Mixtur IV Trompete 8′ Oboe 8′ Schalmey 4′ | Bourdon 16′ Prinzipal 8′ Hohlflöte 8′ Gedackt 8′ Salicet 8′ Vox-celestis 8′ Oktave 4′ Zartflöte 4′ Violine 4′ Quinte 22/3′ Waldflöte 2′ Progressio III–IV Scharff IV Fagott 16′ Trompete 8′ Hautbois 8′ Tremolo | Gedackt 8′ Quintatön 8′ Oktave 4′ Blockflöte 4′ Prinzipal 2′ Terz 13/5′ Quinte 11/3′ Cymbel III Dulcian 16′ Krummhorn 8′ Regal 4′ Tremolo | Prinzipalbass 32′ Prinzipal 16′ Violon 16′ Subbass 16′ Gedacktbass 16′ Quinte 102/3′ Oktavbass 8′ Violoncello 8′ Gedacktbass 8′ Oktave 4′ Nachthorn 4' Rauschpfeife II Flachflöte 2′ Großmixtur V Hohe Mixtur III Posaune 32′ Posaune 16′ Stillposaune 16′ Trompete 8′ Sordun 8′ Clairon 4′ Sing. Cornett 2′ |

- Połączenia: KW/III, I/II, III/II, IV/II, IV/I, IV/III, I/P, II/P, III/P, IV/P, Połączenie ogólne.
- Wspomaganie gry: 4 dowolne kombinacje.

Poza organami głównymi w kościele Mariackim są jeszcze dwa mniejsze instrumenty tego typu.
W prezbiterium od 2006 stoją organy z północnej nawy kościoła św. Piotra, dwumanuałowy instrument zbudowany przez firmę Alexander Schuke z Poczdamu. Mają one następującą dyspozycję:
| Manual I                         | Manual II                                            | Pedal C-f1              |
| Rohrflöte 8’ Principal 4’ Mixtur | Gedeckt 8’ Rohrflöte 4’ Sesquialtera II Principal 2’ | Subbaß 16’ Choralbaß 4’ |

Połączenia: II/I, I/P, II/P
W przyziemiu wieży, w tzw. zimowym kościele, znajduje się pozytyw z rejestrem dzielonym i dołączonym pedałem, również zbudowany przez firmę Alexander Schuke z Poczdamu. Ma on następującą dyspozycję:
Manual C-f’’’, Schleifenteilung h/c’, dołączony Pedal C-d’
| Gedeckt 8’ Rohrflöte 4’ Quintadena 2’ Principal 2’ Scharf III | Gedeckt 8’ Rohrflöte 4’ Sesquialtera II Principal 2’ Scharf III |

### Chrzcielnica

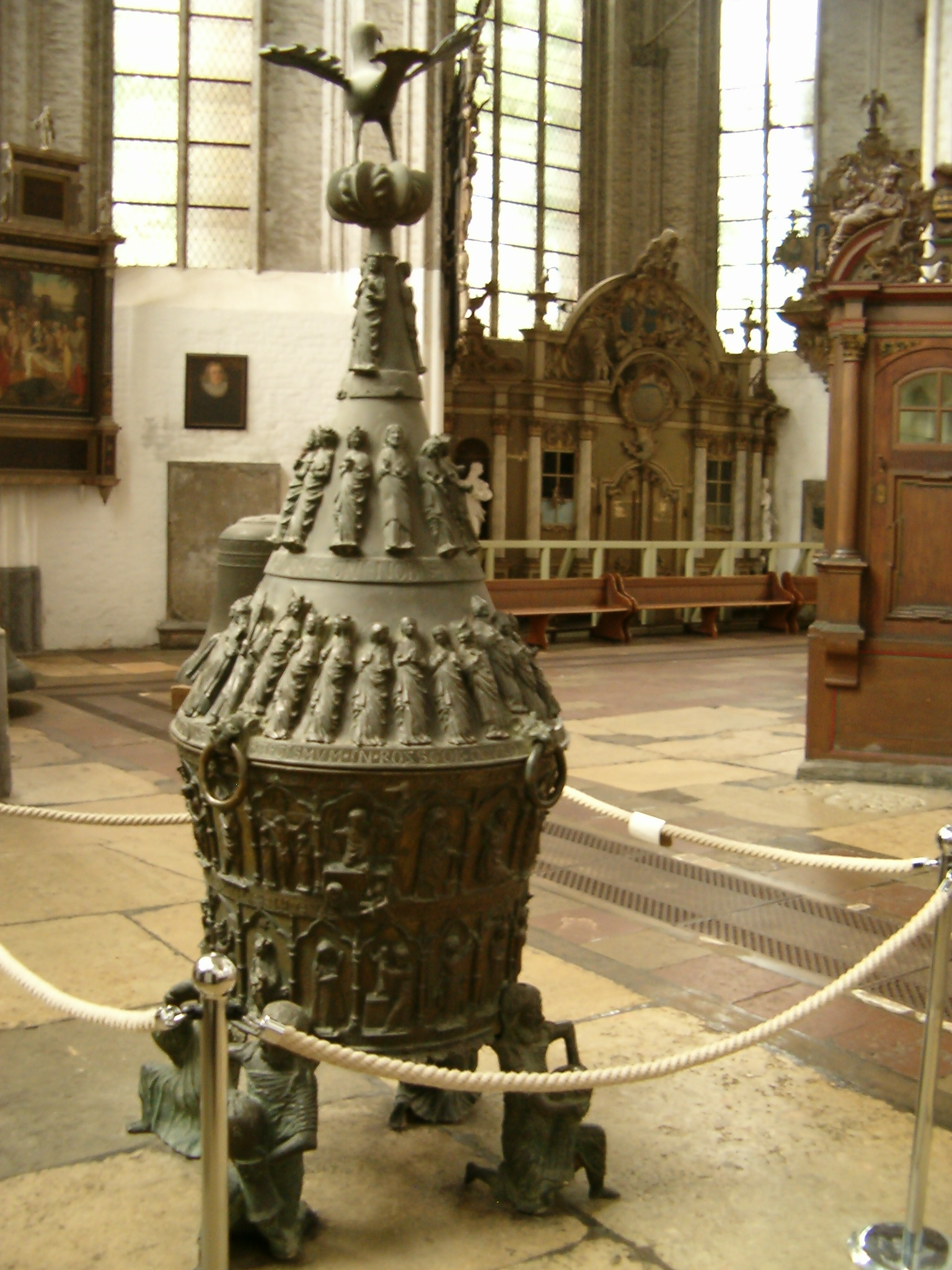
Chrzcielnica

Gotycka, spiżowa chrzcielnica w północnej kaplicy prezbiterium została prawdopodobnie odlana przez dolnosaksońskiego artystę w ludwisarni w Rostocku. Jest ona dzisiaj najwybitniejszym i największym średniowiecznym dziełem tego typu w regionie Morza Bałtyckiego. Na dolnosaksońskie pochodzenie artysty zdają się wskazywać podobieństwa z chrzcielnicą z katedry w Hildesheimie. Czasza i pokrywa chrzcielnicy kościoła Mariackiego, wyraźnie odmienne stylistycznie, pochodzą od różnych mistrzów. Jeden ze znajdujących się na niej napisów wskazuje na Wielkanoc 1290 jako datę jej odlania lub poświęcenia, co oznacza, iż jest ona najstarszym elementem wyposażenia kościoła Mariackiego.
Okrągła, stożkowa, zwężająca się ku dołowi czasza chrzcielnicy jest podtrzymywana przez cztery klęczące figury mężczyzn, stanowiących podstawę całości. Figury te uosabiają alegorie czterech żywiołów, ale zwyczajowo utożsamiane są z czterema rzekami rajskimi: Piszonem, Gichonem, Chiddekelem i Peratem. Dwa poziome pasy napisów na czaszy chrzcielnicy i trzy na jej pokrywie, oddzielone jeden od drugiego, wytłoczone gotycką majuskułą stanowią skrócone formy modlitw Ave Maria i Salve Regina. Przestrzeń pomiędzy napisami wypełnia bogata płaskorzeźba figuralna. W przeciwieństwie do figur z czaszy chrzcielnicy figury z jej stożkowej pokrywy nie były odlane razem z nią ale zostały przynitowane później.
Motywem poszczególnych reliefów na czaszy chrzcielnicy oddzielonych od siebie ozdobnymi arkadami, jest życie i męka Chrystusa. Część dolna pokrywy chrzcielnicy przedstawia natomiast jego Chrzest i Wniebowstąpienie. Figury towarzyszące ucieleśniają jedność kościoła. Pas środkowy płaskorzeźb na pokrywie przedstawia Panny Mądre i Panny Głupie, w górnej części natomiast znajdują się figury trzech świętych kobiet. Całość chrzcielnicy, mierzącej łącznie 2,95 m wysokości wieńczy wzlatujący do góry orzeł, wsparty na ośmioczęściowej głowicy. Monumentalny rozmiar chrzcielnicy umożliwiał zanurzanie w jej czaszy całych niemowląt podczas obrzędu ich chrztu zgodnie z panującym w XVI i XVII w. zwyczajem.
Chrzcielnica stała pierwotnie pośrodku krypty pod wieżą. Podczas drugiej wojny światowej została ona wywieziona z kościoła Mariackiego i zakopana w ziemi koło kościoła w Belitz w powiecie Rostock. W 1951 odkopano ją i przywieziono z powrotem do kościoła Mariackiego. Ponieważ materiał, z którego została wykonana, uległ częściowo korozji, skrzydła orła musiały zostać zastąpione drewnianymi a dopiero w 1998 wymieniono je z powrotem na spiżowe.

### Zegar astronomiczny

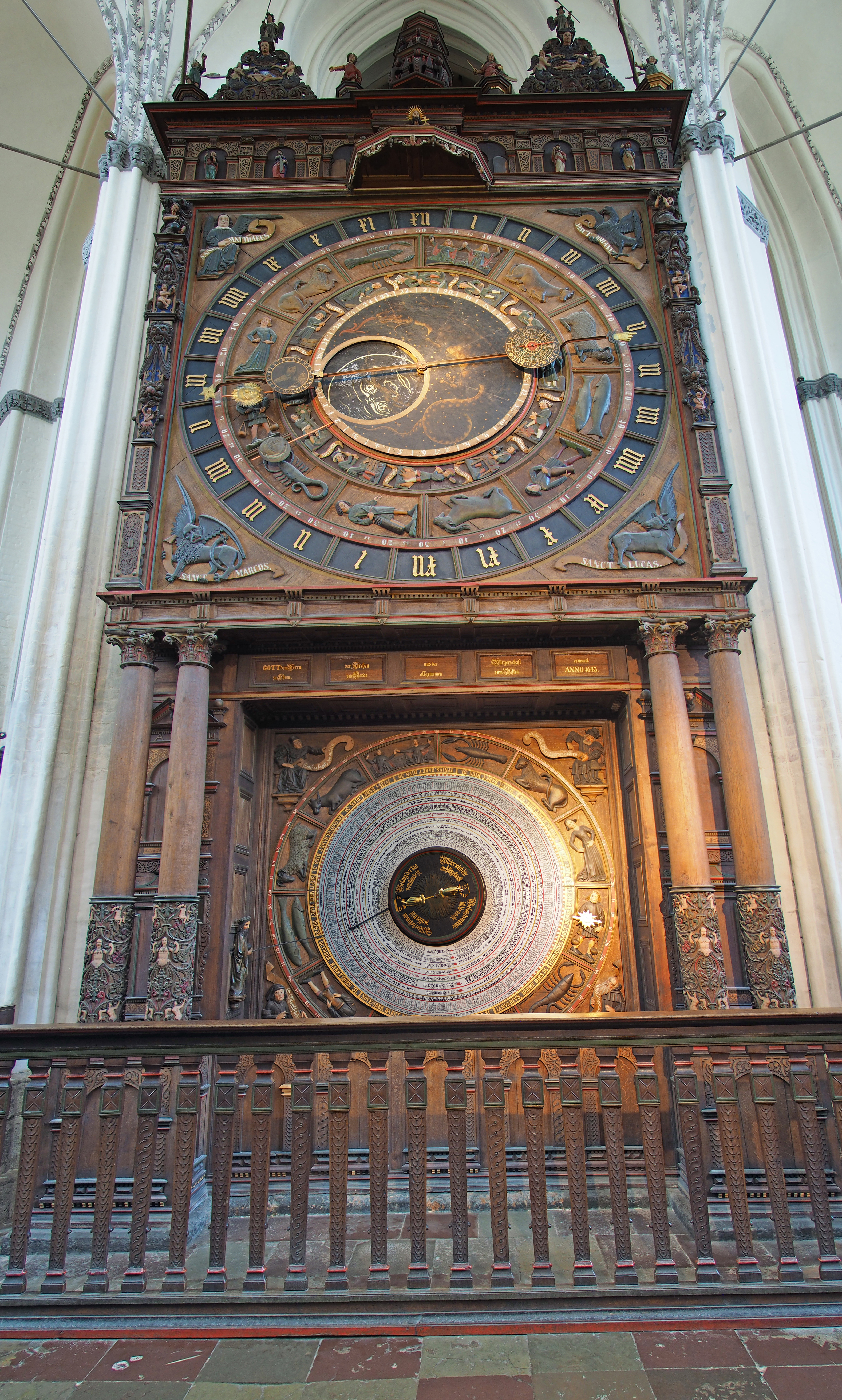
Zegar astronomiczny

Przestrzeń w obejściu za ołtarzem głównym wypełnia wysoki na 11 m zegar astronomiczny, ustawiony pomiędzy dwoma filarami. Jest to najstarszy zegar typu hanzeatyckiego i zarazem jedyny monumentalny, niemiecki zegar ze sprawnie funkcjonującym, średniowiecznym mechanizmem zegarowym.
Zegar pochodzi z 1379. W 1472 został przebudowany przez norymberskiego zegarmistrza Hansa Düringera. W latach 1641–1643 był naprawiany przez Andreasa Brandenburga i Michaela Grote. Wyrzeźbione z drewna figury znaków zodiaku z XVI w. otrzymały podczas wspomnianej reperacji oprawy w stylu późnego renesansu. Równocześnie sam zegar otrzymał mechanizm pozytywkowy umożliwiający granie melodii podczas wybijania godzin. Mechanizm ten, którego melodia mogła być ręcznie ustawiana, wybijał każdą pełną godzinę, ale towarzyszący temu pochód ruchomych figurek ukazywał się jedynie w południe i o północy. Pośrodku zegara znajduje się tarcza 24-godzinowa. Oprócz niej na zegarze znajdują się też fazy księżyca, pozycja słońca i księżyca na tle znaków Zodiaku i dodatkowo tzw. Bauernkalender (tradycyjny niemiecki kalendarz ludowy). W dolnym kalendarium odczytać można: datę, dzień tygodnia, miesiąc, wschód słońca, długość dnia i nocy, starożytne metody kalendarzowe, jak rzymski 15-letni cykl naliczania czasu (tzw. indictio) czy też chrześcijańskie, jak wyznaczanie: dni Wielkanocy, okresu między Bożym Narodzeniem a Wielkim Postem czy dni imienin.
Zleceniodawcami pierwotnego zegara astronomicznego było tzw. bractwo godzinkowe (niem. Kalandbrüder, łac. Fratres Calendarii), mające swoją własną kaplicę w kościele i składające się wyłącznie z wyższych warstw społecznych, jak: burmistrzowie, profesorowie uniwersyteccy, członkowie domu książęcego i lokalna szlachta.
Naprzeciwko zegara astronomicznego stoi ołtarz wspomnianego bractwa z wybitnym, łaskami słynącym obrazem Matki Boskiej. XVI-wieczna renowacja tego obrazu sfinansowana została m.in. z opłat za odpusty.
W 1943 zegar zamurowano, żeby uchronić go przed bombardowaniami. Wydobyto go dopiero w 1951. W latach 1974–1977 poddano wszystkie jego części składowe (łącznie 2000 elementów) konserwacji, którą wykonywało pięć warsztatów zegarmistrzowskich.

### Ołtarz św. Rocha

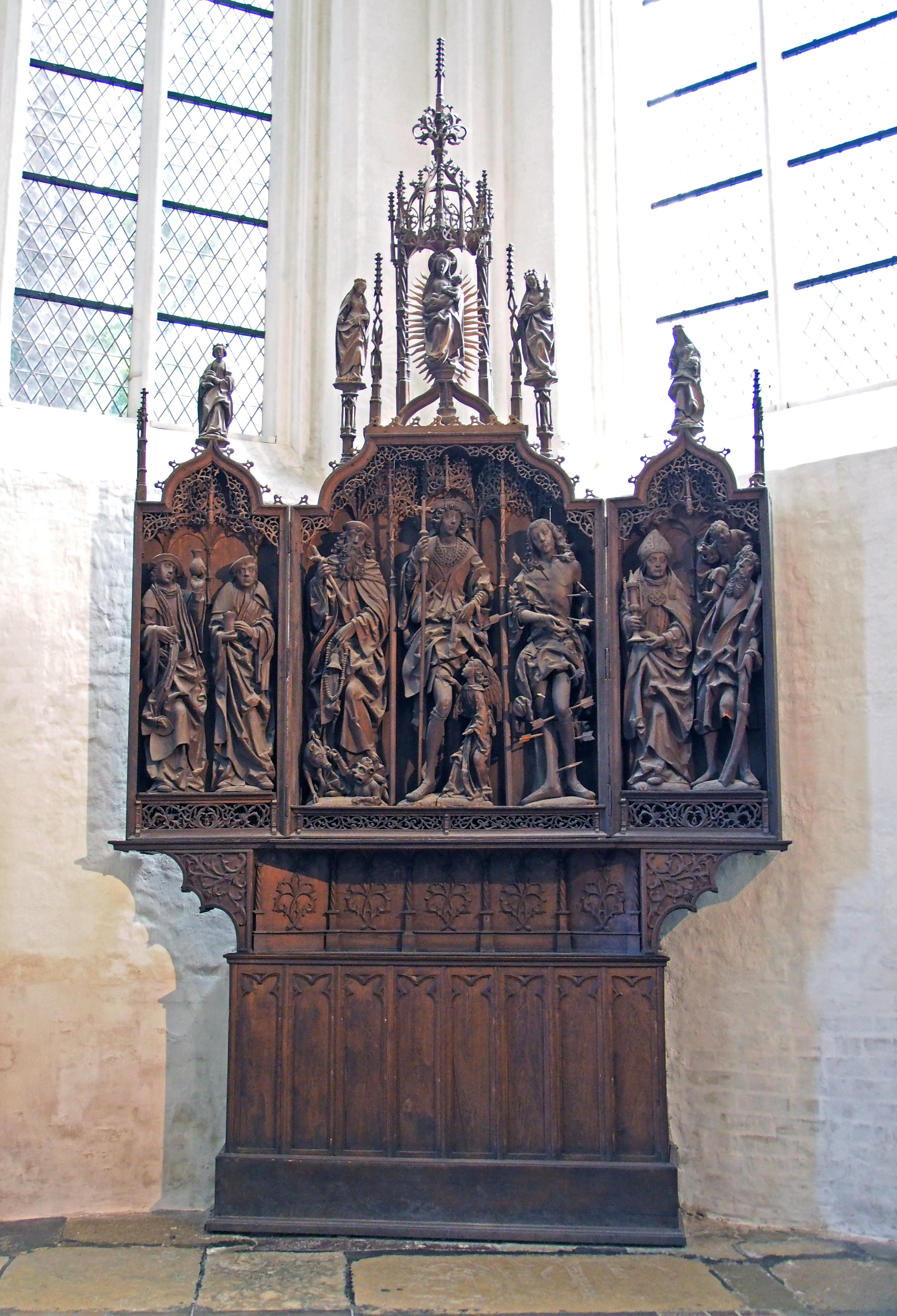
Ołtarz św. Rocha

Ołtarz św. Rocha, pochodzący z okresu przejściowego między późnym gotykiem a renesansem, datowany na ok. 1530, znajduje się w południowej kaplicy obejścia i stanowi fundację cechu cyrulików i chirurgów, których patroni, święci Kosma i Damian znajdują się w lewym skrzydle tryptyku. W centrum nastawy ołtarzowej stoją, niemal naturalnej wielkości, prawie pełnoplastyczne figury świętych: Rocha, Sebastiana i Antoniego. Podczas gdy święci Roch i Sebastian byli patronami chroniącymi od zarazy, św. Antoni był wzywany jako patron chroniący od zatruć wywołanych buławinką czerwoną i od pomoru. W prawym skrzydle ołtarza znajdują się figury św. Krzysztofa i św. Hugona z Rouen. Jako dopełnienie patronackiego charakteru ołtarza umieszczono w jego zwieńczeniu figury Matki Boskiej i czterech świętych męczennic: św. Katarzyny, św. Barbary i św. Małgorzaty (zaliczanych podobnie jak św. Krzysztof do Czternastu Świętych Wspomożycieli) oraz św. Doroty.
Drewniany ołtarz z nietypowymi dla regionu północnoniemieckiego dużymi, pełnoplastycznymi figurami został prawdopodobnie sprowadzony, albo przynajmniej oparty na wzorcach południowoniemieckich. Jako region pochodzenia brana jest pod uwagę zachodnia część obszaru dzisiejszej Nadrenii Północnej-Westfalii. Wskazują na to takie elementy formalne jak górne krawędzie skrzydeł ołtarza w kształcie oślich łuków czy jego zwieńczenie. Porównywalne formy spotkać można jednakże w lubeckim warsztacie Benedikta Dreyera.

### Pozostałe wyposażenie

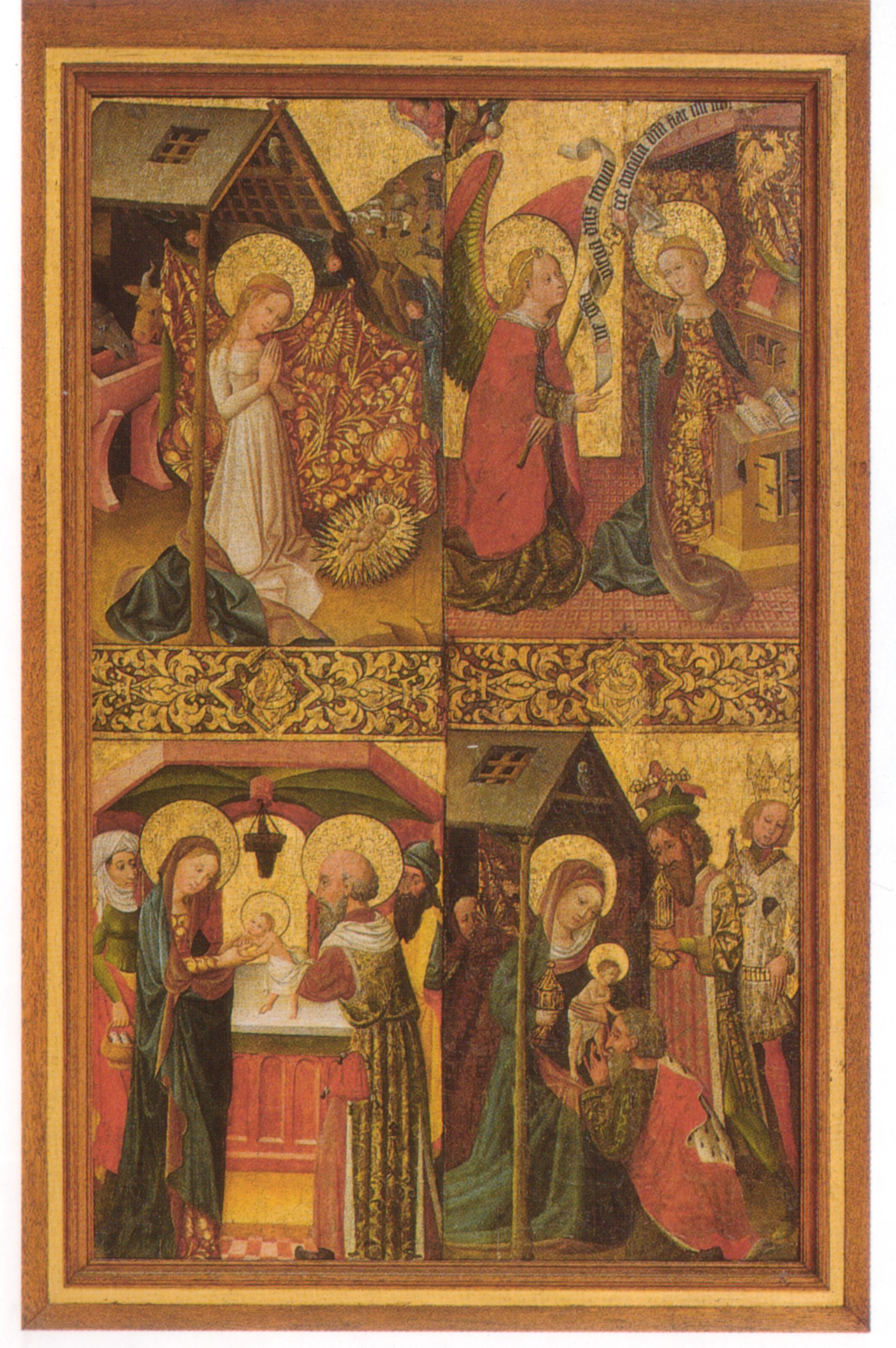
Zachowane skrzydło ołtarza Mariackiego (1430/1440)

Skrzydło tzw. ołtarza Mariackiego znajduje się w południowym ramieniu transeptu. Na jego obu stronach ukazanych jest osiem scen z życia Chrystusa, od jego narodzenia do męki. Ze względu na swoją stylistykę ołtarz datowany jest na przełom lat 30. i 40. XV w. i zaliczany do warsztatu hamburskiego mistrza Brata Francke. Mistrzowi temu przypisuje się ponadto wykonanie malowideł do ołtarza kościoła św. Jerzego w Wismarze oraz do ołtarza w kościele św. Jana w Malchin, po wykonaniu którego artysta otrzymał przydomek “mistrz ołtarza z Malchin” (niem. Meister des Malchiner Altars).

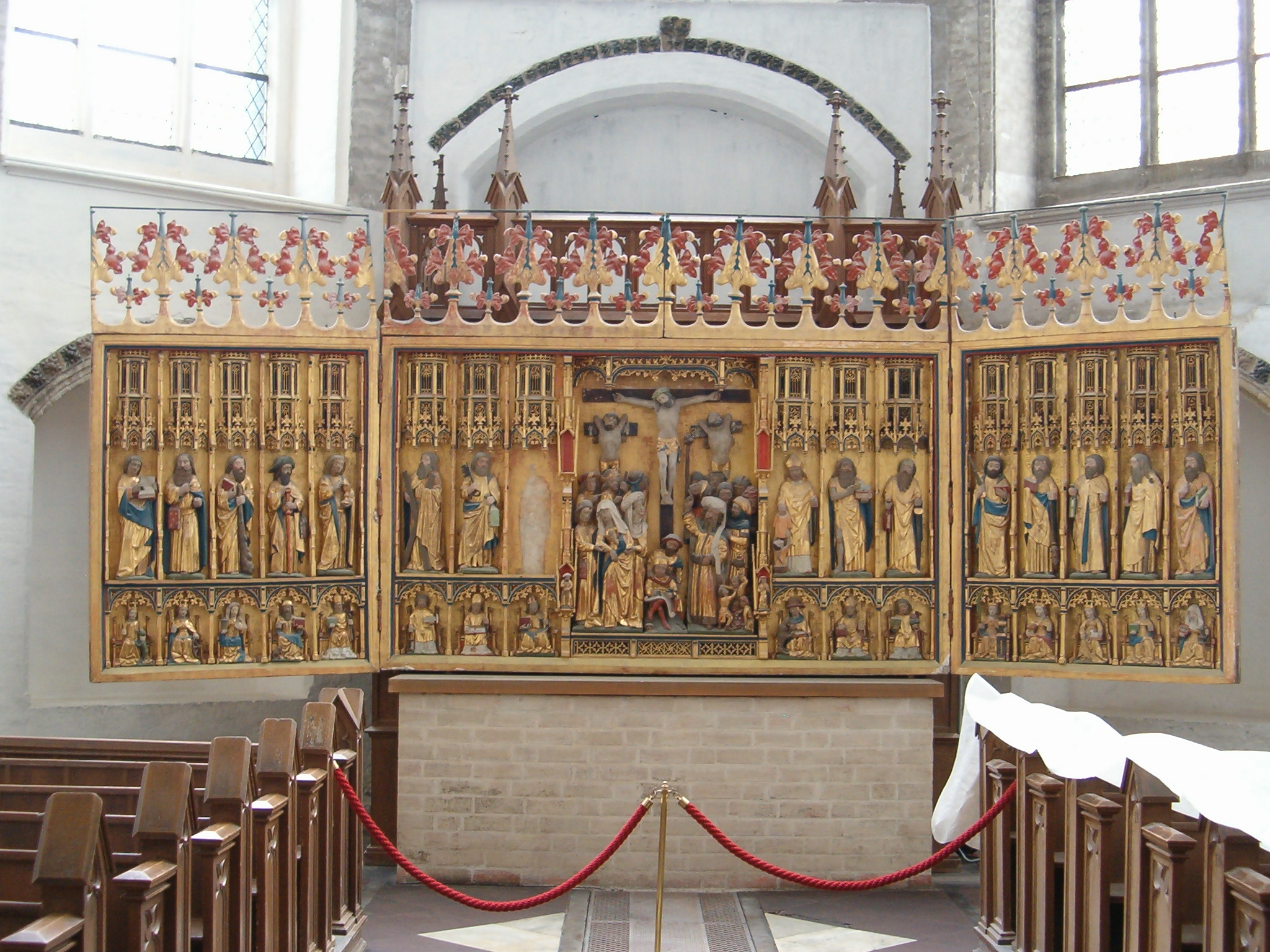
Były ołtarz główny kościoła św. Mikołaja w północnym ramieniu transeptu

Naprzeciwko portalu wejściowego, w północnym ramieniu transeptu, znajduje się były ołtarz główny kościoła św. Mikołaja. Dzieło to pochodzi z warsztatu w Rostocku i powstało w trzeciej ćwierci XV w.; z tego samego warsztatu pochodzi również ołtarz z klasztoru św. Krzyża w Rostocku.
W odgrodzonej od strony zachodniej kaplicy, tzw. “Kaplicy Brokerów” znajduje się późnogotycka Madonna na księżycu, pochodząca prawdopodobnie z pierwszej ćwierci XVI w. Na północnej ścianie kaplicy zawieszony jest gobelin z ręcznie naszywanym haftem z I poł. XVI w. Naszyte motywy wskazują na liturgiczne przeznaczenie dzieła – dla święta Zwiastowania. W oknie powyżej zachowały się śladowe resztki średniowiecznych witraży oprawionych niegdyś w oknach kościoła Mariackiego.
Na lewej ścianie kaplicy jest zawieszony biały, lniany ręcznik o przybliżonych wymiarach 3 m x 0,7 m, z kolorowym, bocznym szydełkowaniem, tzw. "Hochzeitstuch" ("ręcznik weselny"), pochodzący również z XVI w. Na ręczniku tym jest przedstawiona młoda para a resztę dekoracji stanowią: herb, postacie zwierząt, muzykanci grający na dudach, ornamenty roślinne i kwiatowe.
Na filarach i ścianach wiszą liczne obrazy tablicowe, wśród nich dwa wizerunki św. Łazarza i kilka portretów pastorów z XVII i XVIII w.
Z witraży zachowały się tylko nieliczne, reszta przepadła w czasie wojny.
Wyobrażenie Sądu Ostatecznego w południowym ramieniu transeptu pochodzi z 1906 i jest dziełem warsztatu z Innsbrucka. W obejściu prezbiterium zawieszony jest model fregaty "Carl Friedrich" z 1840.

### Grobowce i epitafia

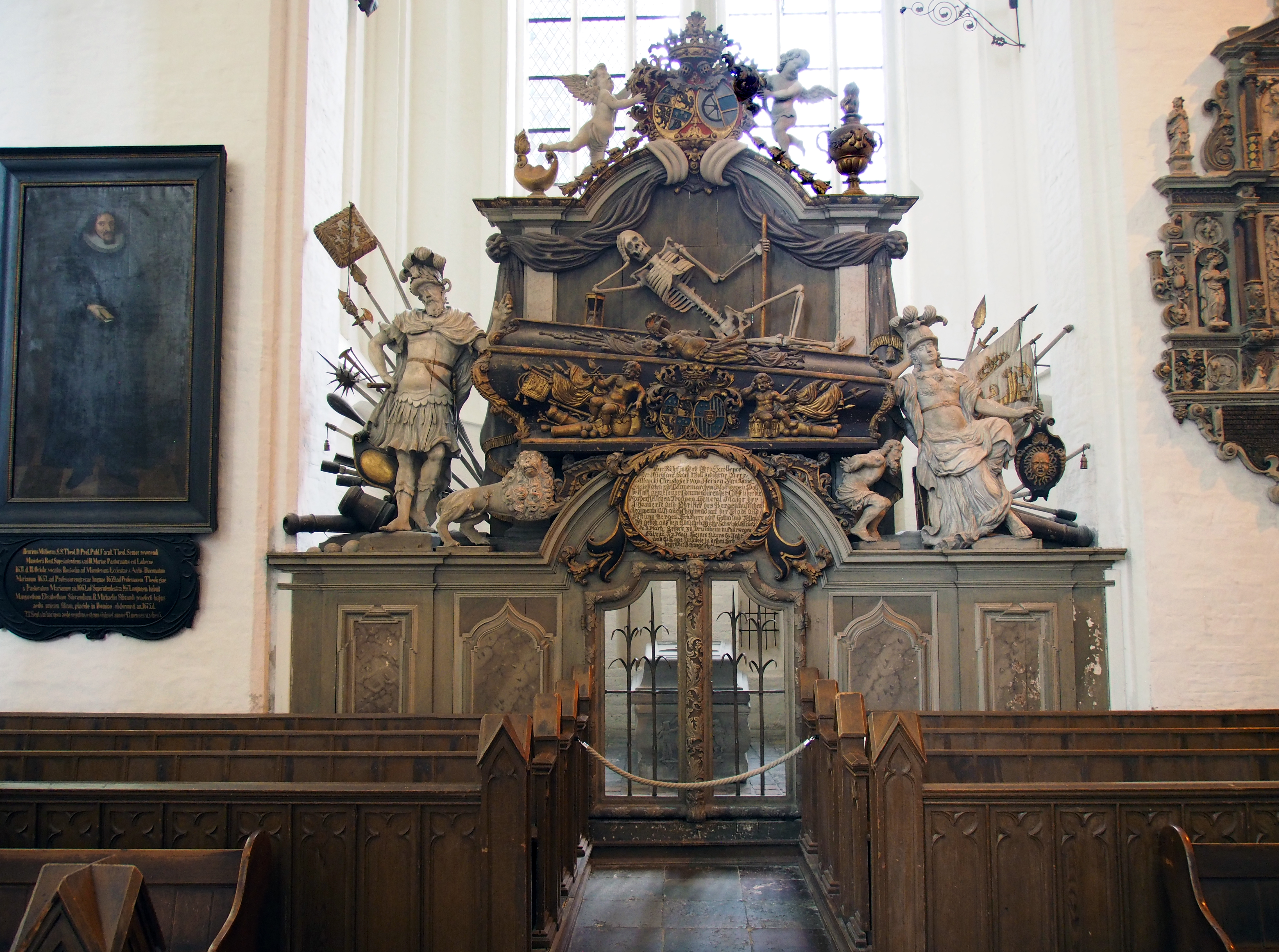
Kaplica grobowa rodów von Heinen

Kościół Mariacki spełniał w przeszłości rolę nekropolii znamienitych, miejscowych rodów. Świadczą o tym kaplice w nawach bocznych i w obejściu prezbiterium, które służyły wcześniej jako krypty grobowe. Otrzymały one drogocenne, wystawne dekoracje w drewnie w formie rozbudowanego panneau. Trzy z tych kaplic-krypt istnieją jeszcze dzisiaj w nawie południowej. Pierwsza z nich, ulokowana w narożniku obok wejścia do świątyni to grobowiec rodzinny rodu Meerheim z 1820. Ma ona wewnętrzną, dekoracyjną fasadę w kształcie frontonu świątynnego. Dwa późnorenesansowe epitafia rodzin von Kosse i von Lehnsten wiszą w przejściu do następnej kaplicy, będącej kryptą grobową rodu von Heinen. Znajdują się w niej obecnie trzy kamienne sarkofagi. Zgodnie z panującym w przeszłości ikonograficznym zwyczajem sepulkralnym przedstawiającym osoby zmarłe przy czynnościach, jakie wykonywały za życia, uzbrojeni w broń bojową wojownicy w supraporcie nad drzwiami wejściowymi do kaplicy wskazują na karierę wojskową spoczywającego tu Albrechta Christophera von Heinen, zaś umieszczony w górnym panneau szkielet symbolizuje śmierć.
Obok tej kaplicy znajduje się wcześniejsza tzw. "Schusterkapelle", przemianowana później na "Vorsteherstube", miejsce pochówku zamieszkałej w Rostocku filii pisarskiego rodu Mannów. Jak większość sarkofagów znajdujących się w kościele Mariackim, również szczątki spoczywających w nich zmarłych zostały ekshumowane i przeniesione na cmentarze. Okno nad kaplicą zostało ufundowane w 1896 przez Augusta Friedricha Manna i ukazuje podobizny kilku członków rodu. Pomiędzy obiema kaplicami wisi epitafium Gulesche’a z I poł. XVII w. Pozostałe epitafia i liczne płyty nagrobne rozmieszczone są w całym kościele.

### Dzwony

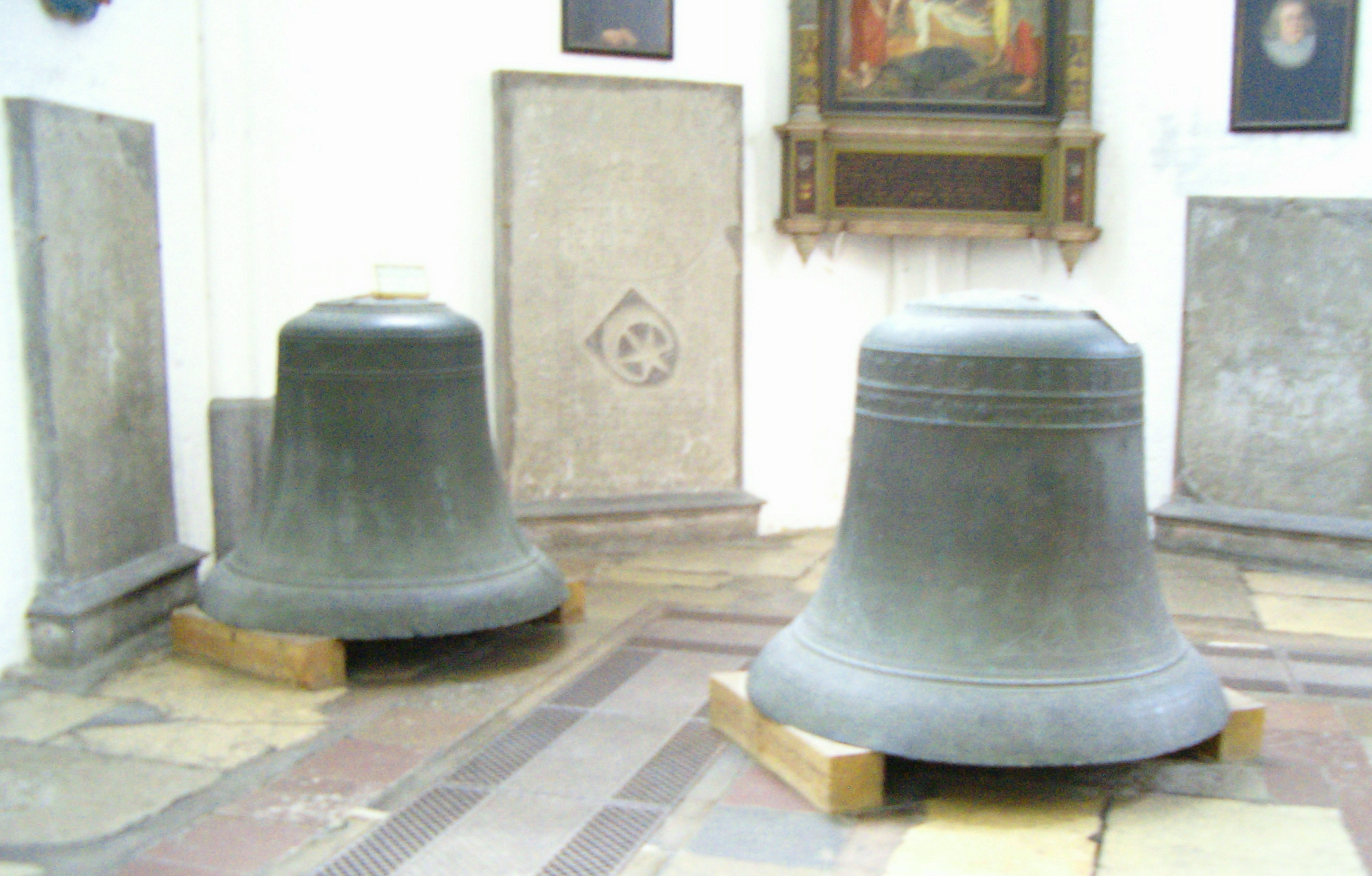
Dzwony Bürgerglocke (z lewej) i Große Glocke w kaplicy północno-wschodniej

W północno-wschodniej kaplicy w obejściu prezbiterium stoją dwa najstarsze dzwony kościoła Mariackiego, oba pęknięte.
1. Dzwon Bürgerglocke został odlany ok. 1300 w nieznanej odlewni, waży ok. 2960 kg, ma średnicę 170 cm; jego wysokość tonu przed spawaniem w 1950 była nieznana). Dzwon nosi napis: CONSOLOR VIVA * FLEO MORTUA * PELLO NOCIVA * O REX GLORIAE VENI CUM PACE *. W 1945 dzwon pękł.
2. Dzwon Großeglocke lub Monckhehagen-Glocke (waga ok. 3960 kg, średnica 175 cm, wysokość tonu przed spawaniem nieznana) odlał Rickert von Monckhehagen w 1409. Dzwon nosi napis: o rex glorie criste veni cum pace * anno domini millesimo CCCCIX in vigilia assumpcionis marie virginis fusa est ista campana deo laus *. Dzwon pękł w 1908. Oba dzwony zostały w 1950 pospawane, jednak po próbnym dzwonieniu rysy wystąpiły ponownie i dzwony zostały zdjęte; obecnie są pozbawione koron.
3. Niemal nieuszkodzony jest dzwon Bleichermädchen Glocke (waga ok. 600 kg, średnica 100 cm, wysokość tonu b1, napis: o rex glorie + o criste veni cum pace * ave maria *), który dzwonił do 1980 po czym został zdjęty i postawiony w narożniku pomiędzy nawą główną a południową. Ten dzwon pochodzi również z ludwisarni Rickerta vona Monckhehagena a odlany został w 1450; jego nazwa została zaczerpnięta z bajki Karla Friedricha Adolfa Konrada Bartscha "Das Bleichermädchen von Rostock"[24].

W wieży kościelnej wiszą obecnie cztery dzwony.
1. Dzwon z kościoła św. Piotra, najstarszy z wiszących dzwonów (waga ok. 1250 kg, średnica 130 cm, wysokość tonu e1, napis: Galater 1,8 * thom ersten soket des Herrn ryk und syne gerechticheyt altoglyk * so gifft he juw dat dagelyke Brot und helpet juw uth alle noth – Anno Domini MVCXLVIII Ego sum, ego sum qui deleo iniquitates propter me.) został odlany w 1545 przez Petera Matze dla kościoła św. Piotra. Po zniszczeniu kościoła w 1942 dzwon został zawieszony w wieży kościoła Mariackiego.
2. W 1979 zestaw dzwonów kościelnych kościoła Mariackiego uzupełniony został dwoma dzwonami odlanymi w ludwisarni Petera Schillinga w Apoldzie. Pierwszy z nich, Große Schilling-Glocke, waży 3456 kg, ma średnicę 171 cm, wysokość tonu h0 i nosi napis: O rex gloriae veni cum pace. Soli deo gloria. Gestiftet vom Optikerehepaar Martin und Adda Baudis. Anno domini MDCCCCLXXIX Apoldae fusa sum.

1. Drugi dzwon, Kleine Schilling-Glocke waży 1948 kg, ma średnicę 140 cm, wysokość tonu d1 i napis: O rex gloriae veni cum pace. Verbum domoni manet in aeternum. Anno Domini MDCCCCLXXIX Apoldae fuas sum. Wymienione trzy dzwony w przyszłości będą wchodziły w skład zestawu dzwonów kościoła św. Piotra.
2. W latarni wieży wisi ponadto Stundenschlagglocke (wysokość tonu h0, napis: Anno * dni * M+CCC+IXXIX * I die * bte * cecilie * vgis * erat * h * capa: O * rex * gle xpe vei cvm pace *) z 1379, pochodzący ze wspomnianej już ludwisarni Monckhehagena, po wojnie unieruchomiony, od grudnia 2009 po odrestaurowaniu znów wydzwania godziny[24].

Po zakończeniu renowacji wyłączonych z użytku dzwonów powinny one wszystkie odzyskać zdolność dzwonienia. Wówczas do kościoła św. Piotra powróci jego stary dzwon z 1545 oraz zostaną przeniesione z kościoła Mariackiego dwa dzwony z 1979, ażeby zastąpić jego dotychczasowe trzy prowizoryczne, odlane ze staliwa, dzwony zawieszone na tymczasowym, zadaszonym rusztowaniu i dzwoniące w każdą niedzielę o godz. 11.00.
Stojący natomiast przy wejściu do kościoła św. Piotra odlany w 1554 przez Hansa Lavenprisa dzwon Wächterglocke lub Lavenprisglocke (waga ok. 1200 kg, średnica 140 cm, tonacja fis1, napis: ANNO DOMINI 1554 VERBUM DOMINI MANET INETERNUM * WERE IDT OCK DER GANTZEN WELT LEIT GADES WOERT BLIFT IN EWICHEIT *') należał pierwotnie do kościoła Mariackiego i powinien do niego powrócić po odrestaurowaniu.